# Liste der Kulturdenkmale in Pockau-Lengefeld
Die Liste der Kulturdenkmale in Pockau-Lengefeld enthält die Kulturdenkmale in Pockau-Lengefeld.
Diese Liste ist eine Teilliste der Liste der Kulturdenkmale in Sachsen.

## Legende
- Bild: Bild des Kulturdenkmals, ggf. zusätzlich mit einem Link zu weiteren Fotos des Kulturdenkmals im Medienarchiv Wikimedia Commons. Wenn man auf das Kamerasymbol klickt, können Fotos zu Kulturdenkmalen aus dieser Liste hochgeladen werden:
- Bezeichnung: Denkmalgeschützte Objekte und ggf. Bauwerksname des Kulturdenkmals
- Lage: Straßenname und Hausnummer oder Flurstücknummer des Kulturdenkmals. Die Grundsortierung der Liste erfolgt nach dieser Adresse. Der Link (Karte) führt zu verschiedenen Kartendiensten mit der Position des Kulturdenkmals. Fehlt dieser Link, wurden die Koordinaten noch nicht eingetragen. Sind diese bekannt, können sie über ein Tool mit einer Kartenansicht einfach nachgetragen werden. In dieser Kartenansicht sind Kulturdenkmale ohne Koordinaten mit einem roten bzw. orangen Marker dargestellt und können durch Verschieben auf die richtige Position in der Karte mit Koordinaten versehen werden. Kulturdenkmale ohne Bild sind an einem blauen bzw. roten Marker erkennbar.
- Datierung: Baubeginn, Fertigstellung, Datum der Erstnennung oder grobe zeitliche Einordnung entsprechend des Eintrags in der sächsischen Denkmaldatenbank
- Beschreibung: Kurzcharakteristik des Kulturdenkmals entsprechend des Eintrags in der sächsischen Denkmaldatenbank, ggf. ergänzt durch die dort nur selten veröffentlichten Erfassungstexte oder zusätzliche Informationen
- ID: Vom Landesamt für Denkmalpflege Sachsen vergebene, das Kulturdenkmal eindeutig identifizierende Objekt-Nummer. Der Link führt zum PDF-Denkmaldokument des Landesamtes für Denkmalpflege Sachsen. Bei ehemaligen Kulturdenkmalen können die Objektnummern unbekannt sein und deshalb fehlen bzw. die Links von aus der Datenbank entfernten Objektnummern ins Leere führen. Ein ggf. vorhandenes Icon  führt zu den Angaben des Kulturdenkmals bei Wikidata.

## Forchheim
| Bild                                    | Bezeichnung | Lage                            | Datierung                   | Beschreibung | ID       |
| --------------------------------------- | --- | ------------------------------- | --------------------------- | --- | -------- |
| Direkt Bild zu diesem Denkmal hochladen | Wohnhaus | Am Mühlberg 5 (Karte)           | Ende 19. Jh.                | massiver, zeit- und landschaftstypischer Bau, baugeschichtlich von Bedeutung. über Sockelgeschoss eingeschossiger Putzbau, mit ausgebautem Dachgeschoss, Mittelrisalit, Dachhäuschen, Putzgliederung über den Fenstern, Winterfenster, originale Haustür. | 09207955 |
| Direkt Bild zu diesem Denkmal hochladen | Wohnhaus, ehemaliges Postgebäude | George-Bähr-Straße 1 (Karte)    | Kern 18. Jh. oder älter     | Fachwerkgebäude, Teil der alten Ortsstruktur, baugeschichtliche und ortshistorische Bedeutung. Wohnhaus über hakenförmigem Grundriss, Erdgeschoss massiv, Obergeschoss Fachwerk, Giebel im oberen Teil verkleidet, zweigeschossiger, massiver giebelständiger Anbau, im oberen Teil Zierfachwerk. | 09207958 |
| Direkt Bild zu diesem Denkmal hochladen | Wohnhaus | George-Bähr-Straße 14 (Karte)   | 1. Hälfte 19. Jh.           | Obergeschoss Fachwerk, Teil der alten Ortsstruktur, baugeschichtlich von Bedeutung. Wohnhaus: Erdgeschoss massiv, Obergeschoss Fachwerk, Giebel verbrettert, kleine stehende Gaupen. | 09207961 |
| Direkt Bild zu diesem Denkmal hochladen | Wohnhaus eines Bauernhofes | George-Bähr-Straße 25 (Karte)   | 2. Hälfte 19. Jh.           | Fachwerk-Obergeschoss, baugeschichtlich von Bedeutung. Erdgeschoss: massiv, Obergeschoss Fachwerk, Krüppelwalmdach. | 09207962 |
| Direkt Bild zu diesem Denkmal hochladen | Wohnhaus | George-Bähr-Straße 30 (Karte)   | Mitte 19. Jh.               | zeit- und landschaftstypisches Fachwerkgebäude, baugeschichtlich von Bedeutung. Erdgeschoss massiv, Obergeschoss Fachwerk, Giebel verbrettert, Satteldach. | 09207966 |
| Direkt Bild zu diesem Denkmal hochladen | Wohnhaus (ohne Anbau) eines Bauernhofes | George-Bähr-Straße 35 (Karte)   | 1. Hälfte 19. Jh.           | mit Fachwerk-Obergeschoss, Teil der alten Ortsstruktur, baugeschichtlich von Bedeutung. Erdgeschoss massiv, Obergeschoss Fachwerk, Satteldach. | 09207964 |
| Direkt Bild zu diesem Denkmal hochladen | Wohnstallhaus und Seitengebäude eines Zweiseithofes | George-Bähr-Straße 46 (Karte)   | Anfang 19. Jh.              | ortsbildprägende Lage, Wohnstallhaus Obergeschoss Fachwerk, Seitengebäude verbrettert, landschaftstypische bäuerliche Gebäude, baugeschichtlich von Bedeutung. Wohnstallhaus: Erdgeschoss massiv, Obergeschoss Fachwerk erhalten, teils massiv, Giebel verbrettert, im Obergeschoss Ladeluke Seitengebäude: Holzkonstruktion verbrettert. | 09207967 |
| Direkt Bild zu diesem Denkmal hochladen | Wohnhaus | George-Bähr-Straße 48 (Karte)   | 1. Hälfte 19. Jh.           | Putzbau, ehemals wohl Holzkonstruktion, Giebel verschiefert, Teil der alten Ortsstruktur, baugeschichtlich von Bedeutung. zweigeschossiges kleines Wohnhaus, Satteldach, Giebel verschiefert. | 09207968 |
| Direkt Bild zu diesem Denkmal hochladen | Feuerwehrgebäude | George-Bähr-Straße 75 (Karte)   | bez. 1927                   | mit Schlauchturm, ortshistorische Bedeutung. vielgliedriger, zweigeschossiger Massivbau mit integriertem Trocknungsturm, z. T. originale Fenster und Winterfenster, bezeichnet 1927 (Wetterfahne). | 09207969 |
| Direkt Bild zu diesem Denkmal hochladen | Häuslerhaus und Schuppen | George-Bähr-Straße 76 (Karte)   | Anfang 19. Jh.              | Wohnhaus Obergeschoss Fachwerk verbrettert bzw. verschiefert, baugeschichtliche und sozialgeschichtliche Bedeutung. Häuslerei: Erdgeschoss massiv, Tür mit Flachbogengewände, originale Tür und Türblatt, Obergeschoss Fachwerk verbrettert und verschiefert Seitengebäude: Holzkonstruktion. | 09207970 |
| Direkt Bild zu diesem Denkmal hochladen | Sonnenuhr an einem Gebäude | George-Bähr-Straße 88 (Karte)   | bez. 1806                   | Seltenheitswert, kunsthandwerksgeschichtlich von Bedeutung. Sonnenuhr, bezeichnet 1806, Inschrift: „Die Zeit macht alles offenbar, was vorhin verborgen war.“ | 09207979 |
| Direkt Bild zu diesem Denkmal hochladen | Pfarrhaus | George-Bähr-Straße 107 (Karte)  | 1793                        | mit George-Bähr-Straße 108 den Pfarrhof bildend, Teil der alten Ortsstruktur, stattlicher Putzbau von ortsgeschichtlicher Bedeutung. massiver, zweigeschossiger Bruchsteinbau verputzt, 9:4 Achsen, im Obergeschoss und teilweise Erdgeschoss Sandsteingewände, Satteldach. | 09207971 |
| Direkt Bild zu diesem Denkmal hochladen | Ehemaliges Pfarrhaus, später Diakonat | George-Bähr-Straße 108 (Karte)  | 1. Hälfte 18. Jh.           | Wohnstallhaus Obergeschoss Fachwerk verbrettert, mit George-Bähr-Straße 107 einen Pfarrhof bildend, als Teil der alten Ortsstruktur und des Pfarrhofes von ortsgeschichtlicher Bedeutung. Erdgeschoss massiv, Obergeschoss Fachwerk verbrettert, ein Giebel massiv, Schieferverdeckung. | 09207972 |
| Direkt Bild zu diesem Denkmal hochladen | Wohnhaus | Haselbacher Straße 1 (Karte)    | bez. 1832                   | Obergeschoss Fachwerk, Teil der alten Ortsstruktur, baugeschichtlich von Bedeutung. Erdgeschoss massiv, Obergeschoss Fachwerk, Giebel verbrettert, originale Haustür, Segmentbogentür mit Schlussstein, bezeichnet „C.E. H. 1831“. | 09207977 |
| Weitere Bilder                          | Schloss und Park (Gartendenkmal) | Hauptstraße 2 (Karte)           | bez. 1558, später überformt | malerisches Renaissanceschloss, einziges erhaltenes Gebäude des Rittergutes Niederforchheim, ortsbildprägende und ortshistorische Bedeutung, baukünstlerischer Wert. Schloss: zweigeschossiger Renaissancebau des 16. Jh., die Spitzbogenfenster im Obergeschoss 19. Jh. verputzter Bruchsteinbau mit Satteldach und zwei mittleren Zwerchhäusern an den Breitseiten, vor dem östlichen ein Treppenturm, 19. Jh. Die Giebel der Schmalseiten mit mehrgeschossiger Schaftteilung. Vom alten Portal das Rundbogengewände als Fensterrahmen genutzt, bezeichnet 1558. Im Innern umgestaltet. Park mit altem Baumbestand: Begrenzung – im Süden und Osten durch die Mauer, im Westen einschließlich Baumreihe und Weg, im Norden siehe Plan, Gartenelemente – Teich, Baumreihe, Gartenflächen mit Gestaltung und wertvollen Stinzenpflanzen aus Türkenbundlilien. | 09207959 |
| Direkt Bild zu diesem Denkmal hochladen | Wegestein | Hauptstraße 2 (bei) (Karte)     | 19. Jh. (Wegestein)         | Granitsäule auf Postament ohne Inschrift, möglicherweise Wegestein, regionalhistorische Bedeutung | 09299696 |
| Direkt Bild zu diesem Denkmal hochladen | Wohnhaus | Hauptstraße 14 (Karte)          | Mitte 19. Jh.               | mit Fachwerk-Obergeschoss und Korbbogenportal, zeit- und landschaftstypische Gestaltung, baugeschichtlich von Bedeutung. Erdgeschoss massiv, Obergeschoss Fachwerk, Giebel verbrettert, originale Fenster, z. T. Winterfenster, Korbbogenfenster mit Schlussstein. | 09207952 |
| Direkt Bild zu diesem Denkmal hochladen | Auszugshaus eines Bauernhofes | Kirchstraße 2 (Karte)           | 1. Hälfte 19. Jh.           | Obergeschoss Fachwerk, Giebel verkleidet, Teil der alten Ortsstruktur, baugeschichtlich von Bedeutung. Erdgeschoss massiv, Obergeschoss Fachwerk, Giebel verkleidet, Satteldach, originale Tür. | 09207975 |
| Direkt Bild zu diesem Denkmal hochladen | Einzeldenkmale der Sachgesamtheit Kirche und Kirchhof Forchheim: Kriegerdenkmal für die Gefallenen des Ersten Weltkrieges sowie neun Soldatengräber Zweiten Weltkrieg (siehe auch Obj. 09301084) | Kirchstraße 5 (Karte)           | nach 1918                   | ortshistorische Bedeutung. Kriegerdenkmal: Sockel, Aufbau aus rotem Porphyrtuff, darauf großes Holzkreuz, Inschriften verwittert, am Fuße des Holzkreuzes eisernes Ziergitter mit Inschrift: „FÜR EUCH“, hinter Denkmal halbrunde Porphyrbank, Reste der ursprünglichen Bepflanzung der Denkmalanlage erhalten: Hainbuchenheckem, Rhododendron Soldatengräber: neun Einzelgräber für im Zweiten Weltkrieg gefallene Gemeindemitglieder, Standort im Grabfeld nahe dem Kriegerdenkmal im Westen des Kirchhofs Luthereiche mit Gedenkstein: Neuer Friedhof, Hauptweg nahe der Friedhofsmauer des alten Friedhofes, 1917 gepflanzt anlässlich des Reformationsjubiläums, am Fuße des Baumes kleiner Naturstein, stark eingewachsen, so dass nicht erkennbar ist, ob der Stein mit einer Inschrift versehen wurde, ortsgeschichtliche Bedeutung. | 09207974 |
| Weitere Bilder                          | Einzeldenkmal der Sachgesamtheit Kirche und Kirchhof Forchheim: Kirche (mit Ausstattung) (siehe auch Obj. 09301084)                                                                              | Kirchstraße 5 (Karte)           | 1719–1726                   | Weithin sichtbarer, barocker Zentralbau westlich des Dorfes, von den Dresdner Baumeistern George Bähr und Johann Gottfried Fehre entworfen, künstlerischer Wert, ortshistorische und ortsbildprägende Bedeutung Weithin sichtbarer Zentralbau westlich des Dorfes, 1719–1726 von George Bähr und Johann Gottfried Fehre errichtet, die Ausmalung von Johann Christian Bucaeus. Die 1887 erfolgte Umgestaltung des Innern bei der Restaurierung 1964–1968 wieder beseitigt. Der Grundriss in Form eines griechischen Kreuzes mit kurzen Armen an der Ostseite segmentbogenförmig erweitert, um den erforderlichen Raum für die Orgel zu gewinnen. Der in seinem Äußeren zurückhaltend gestaltete Putzbau mit hohen Segmentbogenfenstern und charakteristischem Kreuzdach, darauf turmartiger Dachreiter mit geschweifter Haube (vgl. Pfarrkirche zu Schmiedeberg, Weißeritzkreis). Der helle Innenraum flachgedeckt, die qualitätvolle farbige Bemalung der Brüstungen und des Kastengestühls sowie die leicht rote und gelbe Färbung des Fensterglases geben dem Raum einen warmen Grundton. Die zweigeschossigen, nahezu umlaufenden Emporen scheiden einen, zum Altarbereich hin erweiterten, oktogonalen Binnenraum aus, im Westen verglaste zweigeschossige Patronatsloge mit Dreieckgiebel. Die Ausstattung einheitlich aus der Erbauungszeit, entsprechend den protestantischen Anforderungen an einen Kirchenraum mit zentralem Kanzelaltar, darüber die Orgel, davor der Taufstein. Barocker Kanzelaltar mit schlichter Pilastergliederung und gesprengtem Segmentbogengiebel (die Gloriole heute an der Decke befestigt). Die breite Nische hinter der Holzwand ehem. von einem Ostfenster erhellt, seitlich des Altars zwei Türen. - Gestalterisch wesentlich aufwendiger die auf der dahinter befindlichen Empore reich mit Akanthuswerk verzierte und von gemalter Draperie umgebene Orgel von Gottfried Silbermann, 1724–1726. - Gefasste Sandstein-Taufe, an der Kuppa Engelsköpfe, der Fuß mit Akanthusranken, 1725, das Zinnbecken von 1741. - Großer Kruzifix von ansprechender Qualität, 17. Jh. - Bornkinnl, 18. Jh. - Wohl aus der alten Kirche ein qualitätvoller Schnitzaltar aus der Freiberger Schule erhalten, A. 15. Jh. Im Mittelschrein Maria zwischen den hl. Laurentius (das Schwert nicht original) und Nikolaus. In den Flügeln die Darstellung der hll. Helena, Barbara, Petrus und Jakobus d. A. sowie Matthäus, Urban, Wolfgang und eines Papstes. - Silbermannorgel: zweimanualig, 1726 geweiht, Erneuerungen in den Jahren 1784, 1843, 1869, 1882. Durch Umhängen der Traktur 1936 Normalstimmung hergestellt. | 09207973 |
| Direkt Bild zu diesem Denkmal hochladen | Wohnstallhaus eines Bauernhofes | Lippersdorfer Straße 16 (Karte) | Mitte 19. Jh.               | Obergeschoss Fachwerk verbrettert, zeit- und landschaftstypische Gestaltung, baugeschichtlich von Bedeutung. Erdgeschoss massiv, Obergeschoss Fachwerk verbrettert, Giebel verbrettert, hakenförmiger Grundriss. | 09207950 |
| Direkt Bild zu diesem Denkmal hochladen | Wohnhaus und Seitengebäude eines Bauernhofes | Neudörfel 10 (Karte)            | um 1700                     | Fachwerkgebäude, Wohnhaus singuläre Fachwerk-Konstruktion mit Kopfstreben und Andreaskreuzen, baugeschichtlich von Bedeutung. Häuslerei: Erdgeschoss massiv, Obergeschoss Fachwerk-Andreaskreuze mit Kopfband, Schindeldeckung auf Satteldach Seitengebäude: Bruchstein verputzt. | 09207978 |
| Direkt Bild zu diesem Denkmal hochladen | Ehemaliges Wohnstallhaus und Scheune eines Zweiseithofes | Neusorge 6 (Karte)              | 1. Hälfte 19. Jh.           | Wohnhaus Obergeschoss Fachwerk, Scheune verbrettert, zeit- und landschaftstypische Gestaltung, baugeschichtlich von Bedeutung. Wohnstallhaus: Erdgeschoss massiv verändert, Obergeschoss Fachwerk z. T. verbrettert, Scheune: Holzkonstruktion | 09207983 |
| Direkt Bild zu diesem Denkmal hochladen | Wohnhaus eines Bauernhofes | Neusorge 9 (Karte)              | 1. Hälfte 19. Jh.           | Obergeschoss Fachwerk, landschaftsprägende und baugeschichtliche Bedeutung. Erdgeschoss massiv, Obergeschoss Fachwerk, ein Giebel massiv, ein Giebel Fachwerk verbrettert | 09207982 |
| Direkt Bild zu diesem Denkmal hochladen | Meilenstein | Wernsdorfer Straße              |                             | | 09207980 |
| Direkt Bild zu diesem Denkmal hochladen | Ehemaliges Wohnstallhaus (ohne Anbau) eines Dreiseithofes | Wernsdorfer Straße 6 (Karte)    | bez. 1787                   | Obergeschoss Fachwerk, mit Segmentbogenportal, ortsbildprägende Lage, baugeschichtlich von Bedeutung. Hofseite massiv, Rückseite Erdgeschoss massiv, Obergeschoss Fachwerk, Giebel Fachwerk, Krüppelwalmdach, altes Sandsteinportal mit Schlussstein und Inschrift (unleserlich). | 09207981 |
| Direkt Bild zu diesem Denkmal hochladen | Wohnhaus und Seitengebäude eines Bauernhofes | Wernsdorfer Straße 16 (Karte)   | 18. Jh.                     | Fachwerkgebäude, Teil der alten Ortsstruktur, baugeschichtlich von Bedeutung. Wohnhaus: Erdgeschoss massiv, Obergeschoss Fachwerk, Giebel mit Zierverbretterung, Satteldach Schuppen: Holzkonstruktion. | 09207957 |

## Görsdorf
| Bild                                    | Bezeichnung                                                                   | Lage                        | Datierung                 | Beschreibung | ID       |
| --------------------------------------- | ----------------------------------------------------------------------------- | --------------------------- | ------------------------- | --- | -------- |
| Direkt Bild zu diesem Denkmal hochladen | Pferdezugabprotzspritze                                                       | (Karte)                     | wohl um 1900              | von technikgeschichtlicher und regionalhistorischer Bedeutung. im Depot der Feuerwehr | 09206726 |
| Direkt Bild zu diesem Denkmal hochladen | Ehemaliger Gasthof                                                            | Blaue Taube 5 (Karte)       | Mitte 19. Jh.             | Obergeschoss zum Teil Fachwerk, in landschafts- und straßenbildprägender Lage, in weiten Teilen unveränderte Originalsubstanz, regionalhistorische Bedeutung. Ehemaliges Wohnstallhaus, zwei Geschosse mit hohem Krüppelwalmdach als älterer Teil, Erdgeschoss massiv und verputzt, alte Fassadenaufteilung erhalten (Bruchsteinmauerwerk), durch Straßenerhöhung etwas unproportioniert, Obergeschoss Fachwerk, große Schleppgaupe, Anf. 20. Jh. Fenster erneuert, Anbau um 1905 zwei Geschosse mit Ziegelmauerwerk verputzt, Krüppelwalm, verschieferter Giebel. | 09206684 |
| Direkt Bild zu diesem Denkmal hochladen | Wohnhaus und Bergkeller                                                       | Dorfstraße 21 (Karte)       | 19. Jh.                   | Obergeschoss Fachwerk, Gebäude in einfacher ortstypischer Baugestalt, baugeschichtlich von Bedeutung. Wohnhaus: Erdgeschoss massiv (Ziegelmauerwerk), verputzt, Fenstergewände, Obergeschoss Fachwerk mit einfacher Schwelle, unverändertes Satteldach (Schieferdeckung), Giebel und Obergeschoss verbrettert (Fachwerk), Bergkeller liegt gegenüber im Hang, Erdgeschoss massiv und verputzt mit Gewölbe, Obergeschoss verbrettert. | 09205514 |
| Direkt Bild zu diesem Denkmal hochladen | Schule                                                                        | Dorfstraße 27 (Karte)       | um 1870, später überformt | Putzbau mit zeittypischen Fassadendekor und Dachreiter, ortskernprägendes imposantes Schulgebäude, baugeschichtlich und ortsgeschichtlich von Bedeutung. Zwei Geschosse verputzt mit Ecklisene, Zahnschnitttraufe, Satteldach (verschiefert) mit offenem Turmaufbau quadratischen Grundrisses, im Erdgeschoss sehr hohe Fenster mit Sprossung, im Obergeschoss kleinere Fenster mit Putzgliederung. | 09205515 |
| Direkt Bild zu diesem Denkmal hochladen | Kriegerdenkmal für die Gefallenen des Ersten Weltkrieges                      | Dorfstraße 27 (bei) (Karte) | nach 1918                 | gestaltete Anlage mit Mauern, Eisengitter und Bepflanzung, ortsgeschichtlich von Bedeutung. Porphyrtuffplatte mit Inschrift, Bruchsteinmauerwerk mit Aufbauten. | 09205516 |
| Direkt Bild zu diesem Denkmal hochladen | Wohnstallhaus, Scheune und Backhaus eines Bauernhofes                         | Dorfstraße 58 (Karte)       | 1. Hälfte 19. Jh.         | Wohnstallhaus Obergeschoss Fachwerk, Scheune verbrettert, geschlossen erhaltene Hofanlage von baugeschichtlicher Bedeutung. Wohnstallhaus: Erdgeschoss massiv, Obergeschoss Fachwerk, großes unverändertes Satteldach, giebelseitig verschiefert Scheune: Lehmfachwerk verbrettert, zwei Geschosse, Satteldach Backhaus: eingeschossig (Ofen?). | 09205518 |
| Direkt Bild zu diesem Denkmal hochladen | Fabrikgebäude                                                                 | Freiberger Straße 8 (Karte) | um 1900                   | Putzbauten mit einheitlicher Ziegelgliederung, baugeschichtliche und industriegeschichtliche Bedeutung. mehrgliedriger Baukomplex aus ein- und zweigeschossigen Gebäuden, dazu Schornstein, Putzbauten mit einheitlicher Ziegelgliederung Pilaster und Trauf-Bogenfriese. | 09305990 |
| Direkt Bild zu diesem Denkmal hochladen | Wohnhaus, Seitengebäude und Scheune eines Bauernhofes (ehemaliges Erbgericht) | Gerichtberg 4 (Karte)       | 2. Hälfte 19. Jh.         | Wohnhaus mit markantem Mittelrisalit, baugeschichtlich und ortsgeschichtlich von Bedeutung. Zwei Geschosse, Putzfassade, unterkellert, je drei Achsen, Mittelrisalit durch aufgeputzte Eckquaderung, gekuppelte Fenster und Giebel hervorgehoben, Fenster im Erdgeschoss mit Segmentbögen, Putzgliederungen, Satteldach Scheune: betonte Giebel, Eingangstür mit Oberlicht, eisernes Gitter. | 09205519 |
| Direkt Bild zu diesem Denkmal hochladen | Technische Ausstattung einer Mühle                                            | Mühle 1; 3 (Karte)          | Ende 19. Jh.              | alte Getreidemühle, Gebäude kein Denkmal, technikgeschichtlich von Bedeutung. | 09205520 |
| Direkt Bild zu diesem Denkmal hochladen | Villa mit Einfriedung                                                         | Mühle 4 (Karte)             | um 1910                   | repräsentative Putzfassade zwischen Späthistorismus und Jugendstil, Wohnhaus des Mühlenbesitzers, von bauhistorischer und ortshistorischer Bedeutung. Zweigeschossiger Bau, Putzfassade, Granitsockel, Putznutung seitlicher Eingang, auf Konsolen ruhender Regenvorbau, Putzgliederung, Halbrunderker mit Balkon, Rundgiebel, Mansarddach, reiche Innenausstattung, schmiedeeiserne Einfriedung. | 09205512 |

## Kalkwerk
| Bild                                    | Bezeichnung | Lage                             | Datierung                      | Beschreibung | ID       |
| --------------------------------------- | --- | -------------------------------- | ------------------------------ | --- | -------- |
| Direkt Bild zu diesem Denkmal hochladen | Sachgesamtheit Königlich-Sächsische Triangulierung („Europäische Gradmessung im Königreich Sachsen“); Station 87, Adlerstein | (Flurstück 1763) (Karte)         | Bezeichnet mit 1869            | Triangulationssäule Station 2. Ordnung, bedeutendes Zeugnis der Geodäsie des 19. Jahrhunderts, vermessungsgeschichtlich von Bedeutung. Die gut erhaltene Vermessungssäule – formal auch hier ein Pfeiler – krönt ein etwa 12 m hohes, freistehendes Felsstück auf dem Gipfel des Adlersteins. Der monolithisch gefertigte Stein mit ausgearbeitetem Sockel ist aus Niederbobritzscher Granit und entstammt wie zahlreiche Pfeiler in der Umgebung bis hin nach 99-Erlau und 76-Unkersdorf der in Niederbobritzsch ansässigen Steinmetzfirma Friedrich Böhme. In der Gestalt gleicht er der benachbarten Säule 86-Lauterbacher Knochen. Im Felsen finden sich quadratische Vertiefungen, die auf eine Bebauung mit einem Beobachtungssignal schließen lassen. | 09206700 |
| Direkt Bild zu diesem Denkmal hochladen | Mundloch der St. Elisabeth-Fundgrube | (Flurstück 970/1)                | 1727                           | Umgeformter Stolleneingang, von ortshistorischer und technikgeschichtlicher Bedeutung für Geschichte und Entwicklung der Montantechnik | 09206704 |
| Direkt Bild zu diesem Denkmal hochladen | Einzeldenkmale der Sachgesamtheit Kalkwerk Lengefeld: Wachhaus (zur Überwachung des Tagebaus) und Stollen mit ehemaligem Sprengmittellager (siehe auch Obj. 09205634, Kalkwerk 2–9) | Kalkwerk (Karte)                 | 1964                           | ortsgeschichtlich und technikgeschichtlich von Bedeutung, s. Sachgesamtheitsdokument. | 09304872 |
| Direkt Bild zu diesem Denkmal hochladen | Einzeldenkmal der Sachgesamtheit Kalkwerk Lengefeld: Pulverhaus (siehe auch Obj. 09205634, Kalkwerk 2–9) | Kalkwerk (Karte)                 | 1904                           | ortsgeschichtlich und technikgeschichtlich von Bedeutung, s. Sachgesamtheitsdokument. | 09304871 |
| Direkt Bild zu diesem Denkmal hochladen | Einzeldenkmal der Sachgesamtheit Kalkwerk Lengefeld: ehemaliges Kalkmesserhaus, heute Gaststätte (siehe auch Obj. 09205634, Kalkwerk 2–9) | Kalkwerk 2 (Karte)               | 1887 (Kalkmeisterhaus)         | als Bestandteil der Sachgesamtheit Kalkwerk von technikgeschichtlicher und ortshistorischer Bedeutung. Zwei Geschosse, Putzfassade, Satteldach, rückseitiger Anbau später, Dachreiter – Uhrtürmchen (später aufgesetzt), Satteldachgaupe (Schieferdeckung), aufgeputzte Eckquaderung, Fensterrahmung, Zahnschnittfries als Bestandteil der profilierten Sandsteintürgewände, der Kalkmesser verfügte über das Privileg, Bier auszuschenken, so dass sich im Laufe der Zeit die Gaststätte entwickeln konnte. Weiteres s. Sachgesamtheitsdokument. | 09205633 |
| Weitere Bilder                          | Sachgesamtheit Kalkwerk Lengefeld, bestehend aus den Einzeldenkmalen: vier Kalköfen (drei Rumford-Öfen, ein Hilke-Ofen), dazwischen Kauengebäude, Depot, Kalkmühle, davor Reste der Verladerampe, dazu südlich Stützpfeiler als Rest eines weiteren Schnellerofens, weiterhin ehemaliges Holz- und Kohlelager (heute Museumsbau) (siehe Obj. 09304866, Kalkwerk 4a), Kalkmesserhaus (heute Gaststätte) (siehe Obj. 09205633, Kalkwerk 2), Förderschacht II mit Brückensystem, der alten Kalkbrecheranlage und der ehemalige Pferdestall mit Feuerwehrdepot (siehe Obj. 09304869, Kalkwerk neben Nr. 3f), der ehemaligen Schmiede, darin zwei Kompressoren (siehe Obj. 09304870, Kalkwerk 3f), südwestlich der Anlage Pulverhaus (siehe Obj. 09304871, Kalkwerk ohne Nummer), südlich der Anlage Wachhaus (zur Überwachung des Tagebaus) und Stollen mit ehemaligem Sprengmittellager (siehe Obj. 09304872, Kalkwerk ohne Nummer), nördlich der Straße ehemalige Kalkniederlage (siehe Obj. 09205637, Kalkwerk 5), ehemalige Kalkfaktorei (heute Wohnhaus) mit Nebengebäude (siehe Obj. 09205635, Kalkwerk 9), daneben Schmiede (siehe Obj. 09206701, Kalkwerk neben Nr. 9), der Entwässerungsstollen des Tagebruchs »Altes Lager«, mit rekonstruiertem Mundloch (siehe Obj. 09206251, Kalkwerk bei Nr. 4a) sowie als Sachgesamtheitsteil: Gelände des Tagebaus | Kalkwerk 2; 3f; 4a; 5; 9 (Karte) | ab 1818 (Kalkwerk)             | vollständig erhaltene historische technische Anlage des Kalkwerks Lengefeld, von überregionaler technikgeschichtlicher Bedeutung. Das Kalkwerk Lengefeld, seit 1986 Museum, ist die bekannteste und bedeutendste historische Anlage zur Förderung und Verarbeitung von Kalk im Erzgebirge. Auch durch ihre Vollständigkeit ist sie von überregionaler technikgeschichtlicher Bedeutung. Seit dem 16. Jh. wurde hier im Tagebau Kalk gewonnen, seit 1925 auch durch Tiefbau. Die erhaltenen baulichen Zeugnisse stammen aus der Zeit vom Beginn des 19. Jh. bis in die 1970er Jahre. Optisch und positionell zentral sind vier Kalköfen: der Rumford-Ofen I für Weißkalk von 1818, mit polygonalem Grundriss und Bruchsteinmauerwerk, desgleichen der Rumford-Ofen II für Düngekalk von 1822, mit aufgesetztem runden, sich verjüngendem Schornstein, der Rumford-Ofen III von 1835 für Weißkalk, mit nachträglich aufgesetzter runder, sich verjüngender Ziegelesse, der Hilke-Ofen (Nummer IV), der auf Kohlebasis funktionierte, mit annähernd quadratischer Umhausung aus Bruchsteinmauerwerk von 1873/74, mit Walmdach und Schindeldeckung, ebenfalls mit aufgesetzter bauzeitlicher Ziegelesse. Die Öfen sind durch Gebäude verbunden, die sowohl aus Sichtfachwerk als auch aus Mischmauerwerk bestehen: Waschkaue, Weißkaue und Schwarzkaue ab 1827 (innen erhaltene Wandspinde um 1900), Depot und Kalkmühle mit Kugelmühle und Brecheranlage (1935–1937). Zwei südliche Pfeiler sind die Reste einer Förderbrücke zu einem weiteren, nicht mehr existierenden Ofen. Nördlich der Öfen befinden sich die Reste einer Verladerampe. Der Förderschacht II (1900–1904) mit Hängebank, untertägiger Anlage, Fahrtrume, Kreiselwipper und Förderkörben, zwei ineinander gefügte Gebäude aus Bruchsteinmauerwerk, im oberen Bereich Ziegelmauerwerk oder verbretterte Fachwerkkonstruktion. | 09205634 |
| Direkt Bild zu diesem Denkmal hochladen | Einzeldenkmale der Sachgesamtheit Kalkwerk Lengefeld: ehemalige Schmiede (1940), darin zwei Kompressoren (u. a. 1928) (siehe auch Obj. 09205634, Kalkwerk 2–9) | Kalkwerk 3f (Karte)              | 1940                           | ortsgeschichtlich und technikgeschichtlich von Bedeutung, s. Sachgesamtheitsdokument. | 09304870 |
| Direkt Bild zu diesem Denkmal hochladen | Einzeldenkmale der Sachgesamtheit Kalkwerk Lengefeld: Förderschacht II mit Brückensystem, alter Kalkbrecheranlage und ehemaligem Pferdestall mit Feuerwehrdepot (siehe auch Obj. 09205634, Kalkwerk 2–9) | Kalkwerk 3f (neben) (Karte)      | ab 1900 (Förderschacht II)     | ortsgeschichtlich und technikgeschichtlich von Bedeutung, s. Sachgesamtheitsdokument. | 09304869 |
| Direkt Bild zu diesem Denkmal hochladen | Einzeldenkmale der Sachgesamtheit Kalkwerk Lengefeld: vier Kalköfen (drei Rumford, einer Hilke), dazwischen Kauen (ab 1827), Depot, Kalkmühle (urspr. 1935), davor Reste der Verladerampe, dazu südlich Stützpfeiler als Rest eines weiteren Schnellerofens, weiterhin ehemaliges Holz- und Kohlelager (1874, heute Museumsbau) (siehe auch Obj. 09205634, Kalkwerk 2–9) | Kalkwerk 4a (Karte)              | 1818                           | ortsgeschichtlich und technikgeschichtlich von Bedeutung, s. Sachgesamtheitsdokument. | 09304866 |
| Direkt Bild zu diesem Denkmal hochladen | Einzeldenkmal der Sachgesamtheit Kalkwerk Lengefeld: Entwässerungsstollen für den Tagesbruch »Altes Lager«, mit Mundloch (siehe auch Obj. 09205634) | Kalkwerk 4a (bei) (Karte)        | um 1855 (Entwässerungsstollen) | Tagesbruch »Altes Lager« des »Fiskalischen Kalkwerkes Lengefeld«, Stolleneingang in Bruchsteinmauerwerk, Entwicklung der Montantechnik und Bergbaugeschichte, als Bestandteil der Sachgesamtheit Kalkwerk Lengefeld von technikgeschichtlicher und ortsgeschichtlicher Bedeutung. Die Förderung des Kalkes erfolgte im Ostteil des Bruches auf der 1. Sohle im Tagebau (587 m ü.NN). Zur Abführung anfallender Schichten- und Tagewässer wurde im Niveau der 1. Sohle der 210 m lange Wasser-Abführungs-Stolln am Schacht 1 angeschlagen. Dieser Stolln ist im Wesentlichen befahrbar. Ein unterworfenes Teilstück von 6–8 m Länge ist im Augenblick nicht befahrbar. Eine unmittelbare Verbindung zu Tagesbruch „Altes Lager“ besteht. | 09206251 |
| Direkt Bild zu diesem Denkmal hochladen | Meilenstein | Kalkwerk 4a (vor) (Karte)        | 19. Jh. (Meilenstein)          | einfaches Postament, abgerundeter Sandstein mit Inschrift, verkehrsgeschichtliche und ortshistorische Bedeutung. | 09205636 |
| Direkt Bild zu diesem Denkmal hochladen | Einzeldenkmal der Sachgesamtheit Kalkwerk Lengefeld: nördlich der Straße ehemalige Kalkniederlage (1878) (siehe auch Obj. 09205634, Kalkwerk 2–9) | Kalkwerk 5 (Karte)               | 1878 (Kalkniederlage)          | als ehemaliger Bestandteil des Kalkwerkes von technikhistorischer und ortsgeschichtlicher Bedeutung. Eingeschossiger Putzbau, Satteldach mit Zwerchgiebel als Ladeluke, s. Sachgesamtheitsdokument. | 09205637 |
| Direkt Bild zu diesem Denkmal hochladen | Einzeldenkmal der Sachgesamtheit Kalkwerk Lengefeld: ehemalige Kalkfaktorei (heute Wohnhaus) mit Nebengebäude (siehe auch Obj. 09205634, Kalkwerk 2–9) | Kalkwerk 9 (Karte)               | nach 1872 (Kalkfaktorei)       | als Bestandteil der Sachgesamtheit Kalkwerk von technikgeschichtlicher und ortshistorischer Bedeutung. Zweigeschossiger Putzbau mit Giebel, Türgewände Porphyrtuff, im Hof eingeschossige Baracke (translozierter Bau, der im Zweiten Weltkrieg als Auslagerungsstätte der Gemäldegalerie Alte Meister im Kalkbruch diente) | 09205635 |
| Direkt Bild zu diesem Denkmal hochladen | Einzeldenkmal der Sachgesamtheit Kalkwerk Lengefeld: ehemalige Schmiede (siehe Obj. 09205634) | Kalkwerk 9 (neben) (Karte)       | um 1900                        | als Bestandteil der Sachgesamtheit Kalkwerk von technikgeschichtlicher und ortshistorischer Bedeutung. Eingeschossiger verputzter Bruchsteinbau mit flachgeneigtem Satteldach, Segmentbogenfenster, Fensterläden. | 09206701 |

## Lengefeld
| Bild                                    | Bezeichnung | Lage                                    | Datierung                                  | Beschreibung | ID       |
| --------------------------------------- | --- | --------------------------------------- | ------------------------------------------ | --- | -------- |
| Direkt Bild zu diesem Denkmal hochladen | Staumauer einer Talsperre (in den Ortsteilen Reifland und Lengefeld), mit drei frei liegenden Schiebern (wasserseitig), Schieberhaus, Überlaufkanal und Tosbecken sowie Wärterhaus (An der Talsperre 2, OT Reifland) | (Karte)                                 | 1929–1933                                  | bemerkenswerte architektonisch-wasserbautechnische Gesamtanlage, bedeutsam sowohl in gestalterischer als auch in technikgeschichtlicher Hinsicht, Verbindung von Bruchstein und Sichtbeton im Erscheinungsbild der Staumauer, außergewöhnlich expressive Wirkung des stark bossierten Mauerwerks, asymmetrische Disposition der Anlage, begünstigt durch abgeschiedene landschaftliche Situation, Denkmalschutz gilt auch für die vorhandene historische Technik. Die Talsperre Saidenbach, die für die Trinkwasserversorgung der Stadt Chemnitz errichtet wurde, fasst 24,16 Mio. Kubikmeter und ist die größte bis dahin entstandene Stauanlage Sachsens. Erst durch die 1964 in Betrieb genommene Talsperre Pöhl wurde sie an Größe übertroffen. Ein Nebenzweck des massiv in Bruchstein gemauerten Talsperrenbaus war die Bekämpfung der Arbeitslosigkeit während der Weltwirtschaftskrise. Die sanft gekrümmte Gewichtsstaumauer ist 334 m lang und 48,05 m hoch, das Bauwerk besitzt also eine steile Proportion. Die Talsperre Saidenbach stand bisher nicht unter Denkmalschutz. Im Zuge der in den vergangenen Jahren durchgeführten Sanierung wurde das Erscheinungsbild im Bereich der Mauerkrone verändert. Trotz dieser Beeinträchtigung besteht kein Zweifel hinsichtlich des Denkmalwertes der Anlage. Absperrbauwerk: Bruchsteinmauerwerk aus Gneis, auf der Luftseite außergewöhnlich stark bossiert, hierin vergleichbar nur der ebenfalls in Gneis ausgeführten, 1914 fertiggestellten Talsperre Klingenberg, als Brüstung des Absperrbauwerkes dient auf der Luftseite eine Sichtbetonmauer, auf der Wasserseite ein Metallgeländer, Hochwasserabfluss über die Mauerkrone, jedoch nicht in mittiger, sondern in nach Norden verschobener Anordnung, daher deutlich akzentuierte Asymmetrie des Erscheinungsbildes, der Hochwasserüberlauf ist in acht Felder unterteilt, zwischen denen schmale Mauerabschnitte aufragen, sie tragen einen in Beton konstruierten Steg, der den Überlauf überbrückt, bei der jüngst erfolgten Sanierung wurden die tragenden Mauerabschnitte herabgesetzt, die bekrönende Betonbrüstung erhöht, das wasserseitige Geländer durch ein neuartiges ersetzt, als Beeinträchtigung müssen auch die Abdeckplatten aus poliertem Stein auf der Betonbrüstung gewertet werden. Überlaufkanal: Unter dem Hochwasserüberlauf stürzt die Abflussrinne hangabwärts, in den ausgemauerten Boden des Kanalbettes sind kräftig vorstehende Steinblöcke eingelassen, die hier als Wasserbrecher fungieren. Schieberhaus: der gedrungene, flach gedeckte Baukörper zwischen vorgezogenen Flankenmauern steht frei vor der Staumauer, ein hohes Fensterband überspannt die gesamte Front, Verglasung wohl original, drei seitliche Eingangstüren ebenfalls original. Wärterhaus: zweigeschossiger Putzbau oberhalb des nördlichen Mauerendes, verschiefertes, ausgebautes Walmdach, bereits teilweise saniert, Fenster erneuert. Zwei Holzschuppen am nördlichen und am südlichen Ende der Staumauer dienten dem Betrieb des beim Mauerbau eingesetzten Seilkranes. | 09205200 |
| Direkt Bild zu diesem Denkmal hochladen | Straßenbrücke über den Lautenbach | (Karte)                                 | bez. 1817                                  | einbogige Bruchsteinbogenbrücke, verkehrshistorische und technikgeschichtliche Bedeutung. (bezeichnet 1817 am Schlussstein), Länge zwischen den Endauflagern 4,50 m, Breite zwischen den Geländern 7 m, Unterbauten Gneis, Überbau Gneis – Natursteinmauerwerk | 09205453 |
| Direkt Bild zu diesem Denkmal hochladen | Wohnhaus in offener Bebauung | Augustusburger Straße 3 (Karte)         | vor 1830                                   | einfaches Wohnhaus mit Fachwerkobergeschoss in ortsbildprägender Straßenlage, baugeschichtliche Bedeutung. Erdgeschoss massiv (Ziegelmauerwerk), Obergeschoss Fachwerk (erneuert), Krüppelwalm mit Hechtgaupe, Schieferdeckung, im Giebel massiv aufgeführt. | 09205613 |
| Direkt Bild zu diesem Denkmal hochladen | Wohnstallhaus eines Bauernhofes | Augustusburger Straße 9 (Karte)         | 19. Jh.                                    | zeittypischer Putzbau, mit späterer verbretterter Aufstockung, baugeschichtlich relevant. Wohnstallhaus: drei Geschosse, alle Fensteröffnungen und Eingang Porphyrtuffgewände, Stallbau erhalten, Glattputzfassade, zweites Obergeschoss verbrettert mit kleiner dimensionierten Fenstern (Fachwerk?), unverändertes Satteldach (Schieferdeckung) Giebel verbrettert. | 09205614 |
| Direkt Bild zu diesem Denkmal hochladen | Feuerwehrspritze | Augustusburger Straße 11 (Karte)        | 1900                                       | Handdruckspritze der Firma E.C. Flader Jöhstadt/Sachsen, Spritzen- und Pumpen-Metallwarenfabrik, sechs Mann Bedienung, technikgeschichtlich von Bedeutung. Zugdeichsel, Pumpe, zwei Kolben, Druckkugel. | 09206737 |
| Direkt Bild zu diesem Denkmal hochladen | Villa und Villengarten (Gartendenkmal) sowie Gartenlaube | Augustusburger Straße 27 (Karte)        | 1915                                       | dominanter Baukörper mit aufwändiger Gestalt, Reformstil-Architektur, Gartenanlage mit Gartenlaube, zwei Teichen, drei Brücken, Treppe und Brunnen, baugeschichtlich, gartenkünstlerisch und ortsgeschichtlich von Bedeutung. Villa: Sockel (Granitquadermauerwerk), Putzfassade, Eckerker, überdachter Eingang, Mansarddach (Schieferdeckung) Park: Der Villa vorgelagerter Park mit zwei Teichen. Ein Teich mit Insel, zu der zwei Bogenbrücken mit Betonastwerkgeländern führen. Auch auf der Insel künstliche Felsbildungen aus Beton. Der zweite Teich wurde angestaut und mit einem Auslauf versehen, welcher als Mühlgraben diente. Ursprünglich wurde offensichtlich zur Stromerzeugung ein Mühlrad betrieben, welches nicht mehr erhalten ist. Über der ehemaligen Radkammer steht eine Holzlaube in gutem Originalzustand. Auch zu diesem Teich führt eine Betonbogenbrücke mit gleichem Geländer. Unterhalb der Villa nahe der Freitreppe blieb ein Wasserbecken mit Vase (ebenfalls Beton) erhalten sowie die Reste eines Lampenmastes. Ebenfalls unterhalb der Villa befindet sich ein zweites vermutlich grottenartig gestaltetes, heute von Efeu überwuchertes, zweites Wasserbecken. Im parkähnlichen Garten blieben Teile der alten Wegeführung sowie der Ursprungsbepflanzung erhalten. Gut ablesbar sind heute noch die wegbegleitenden einfachen bzw. doppelten Baumreihen. | 09205622 |
| Direkt Bild zu diesem Denkmal hochladen | Wohnstallhaus und zwei Seitengebäude eines Bauernhofes (in einem bemerkenswerter Stall) | Feldstraße 10 (Karte)                   | Kern 18. Jh.                               | Obergeschoss Fachwerk verbrettert, baugeschichtliche und ortsentwicklungsgeschichtliche Bedeutung. Wohnstallhaus mit regionaltypischer Dreiteilung des Grundrisses, zum Teil über 1 m starke Bruchsteinwände, Obergeschoss Fachwerk, Dachgeschoss weitgehend authentisch, Satteldach ohne Ausbauten, daran rechtwinklig anschließend Stallgebäude Mitte 19. Jh., mit bemerkenswertem dreischiffigem Stall mit Granitstützen und böhmischem Kappengewölbe, Erweiterung der Seite wohl 1920er Jahre, südliches Gebäude um 1940 mit starken Substruktionen und Luftschutzkeller. | 09305991 |
| Direkt Bild zu diesem Denkmal hochladen | Wohnhaus in halboffener Bebauung | Freiberger Straße 5 (Karte)             | 19. Jh.                                    | mit Laden, Putzfassade, Giebelseite mit dominantem Holzerker, bildprägende Wirkung, baugeschichtliche Bedeutung. Wohn- und Geschäftshaus: zwei Geschosse, Putzfassade, Erdgeschoss Quadermauernutung, mittlerer Eingang, seitlich je drei Fensteröffnungen, alle mit Stichbogenschluss und aufgeputztem Gewände, im Obergeschoss auf umlaufendem Sohlbankgesims aufsitzende Fenster mit gerader Stuckverdachung, aufwändiges Traufprofil, hölzerner Erker mit Bleiglas, verschiefertes Satteldach mit Satteldachgaupen. | 09205589 |
|                                         | Mietvilla | Freiberger Straße 7 (Karte)             | bez. 1905                                  | frei stehender Putzbau mit vergleichsweise aufwendiger Dekoration zwischen Neobarock und Jugendstil, bauhistorische Bedeutung. Zwei Geschosse, Putzfassade, Mittelrisalit mit Volutengiebel und dreiseitigem Erker, rückwärtig zweigeschossige Holzveranda, Sockel (Polygonalmauerwerk), Glattputz mit aufgeputzter Eckquaderung, Kunststeinfenstergewände und Stuckornamente (Reliefs), Mansarddach verschiefert mit Schleppgaupen, straßenseitiger Volutengiebel. | 09205590 |
| Direkt Bild zu diesem Denkmal hochladen | Wohnhaus in geschlossener Bebauung | Freiberger Straße 8a (Karte)            | Mitte 19. Jh.                              | mit Ladeneinbau und historistischer Putzfassade, baugeschichtlich von Bedeutung. Drei Geschosse, vier Achsen, Putzfassade, Satteldach, Erdgeschoss mit vier profilierten Pilastern in drei Felder geteilt, darüber Architrav, segmentbogengeschlossene Schaufenster mit Putzspiegeln und Festonstuck, zwei Geschosse darüber Glattputz, aufgeputzte profilierte Fenstergewände und gerade Verdachungen, unter den Fenstern Putzspiegel und Ornamentstuckreliefs. | 09205588 |
| Direkt Bild zu diesem Denkmal hochladen | Wohnhaus (mit Apotheke) in geschlossener Bebauung | Kirchgasse 4 (Karte)                    | nach 1700 erwähnt                          | Putzbau in weitgehend alter Gestalt und Originalsubstanz, von ortshistorischer und baugeschichtlicher Bedeutung. Sechs Achsen, zwei Geschosse, verschiefertes Mansarddach, Hechtgaupe, Putzfassade, alle Fenster mit Porphyrtuffgewände, Fensterläden, zwei Türgewände aus Porphyrtuff mit gerader Bedachung auf Konsolen (Sandstein), Kelleranlage erhalten. | 09205599 |
| Direkt Bild zu diesem Denkmal hochladen | Mietshaus in geschlossener Bebauung | Kirchgasse 9 (Karte)                    | bez. 1881                                  | historistische Putzfassade, baugeschichtliche Bedeutung. Drei Geschosse, acht Achsen, Putzfassade mit Mittelrisalit, spätklassizistische Stuckbekrönung der Fenster über dem Mitteleingang, seitlich je Dreierfenstergruppen (Putzrahmungen um 1900), Gaupe: Schieferdeckung. | 09205607 |
| Direkt Bild zu diesem Denkmal hochladen | Wohnhaus in halboffener Bebauung | Kirchgasse 11 (Karte)                   | Kern wohl Anfang 19. Jh.                   | Putzbau mit Krüppelwalmdach und Segmentbogenportal, strukturprägende Kernbebauung, ortsentwicklungsgeschichtliche und baugeschichtliche Bedeutung. Drei Geschosse, sieben Achsen, Putzfassade ehem. mit Putz- oder Stuckgliederung später geglättet, Eingang Kunststeingewände (Segmentbogen) und Schlussstein, Krüppelwalmdach mit Schieferdeckung, Schleppgaupe. | 09205608 |
|                                         | Pfarrhaus (Nr. 12) und daran angebautes Diakonat (Nr. 14) mit Einfriedung und Pforte | Kirchgasse 12; 14 (Karte)               | um 1905                                    | um 1905 als Ensemble errichtet, Einflüsse des Heimatstils, bildprägende, baugeschichtliche und ortsgeschichtliche Bedeutung. Pfarrhaus Erdgeschoss verputzt, Winddach auf Holzträgern Obergeschoss verschindelt evtl. Fachwerk erhalten, Treppenhaus mit Giebel, Eingang mit Rundbogen, hohes Satteldach mit Schleppgaupe, Diakonat zwei Geschosse, Putzfassade im Erdgeschoss, Obergeschoss einfaches Sichtfachwerk. | 09205600 |
| Weitere Bilder                          | Evangelische Stadtkirche Zum Heiligen Kreuz mit Ausstattung, Kirchhof mit Einfriedung (Stützmauer), Lutherdenkmal, zwei Linden (davon eine Lutherlinde), Grabmal Brandis und weitere Grabmale | Kirchgasse 16 (Karte)                   | 1885–1886, im Kern älter (Kirche)          | Saalkirche mit Nordturm und ausgeschiedenem Chor, im Rundbogenstil des 19. Jahrhunderts, ortsgeschichtlich, baugeschichtlich und ortsbildprägend von Bedeutung. Kirche erbaut 1885–1886 (nach Brand des Vorgängerbaus), nach Plänen von Christian Friedrich Arnold, Orgelprospekt von Zacharias Hildebrandt, Sandsteinepitaph 1625 Grabmal Brandis: freistehender Marmorobelisk mit Inschriftentafel Luther-Denkmal: frei stehende Sandsteinskulptur ohne Signatur, weitere Grabsteine aus Kalkstein, Lutherdenkmal 1887. | 09205602 |
| Direkt Bild zu diesem Denkmal hochladen | Kriegerdenkmal für die Gefallenen des Deutsch-Französischen Krieges 1870/1871 | Kirchgasse 16 (Karte)                   | Nach 1871                                  | Ortsgeschichtlich von Bedeutung | 09307442 |
| Direkt Bild zu diesem Denkmal hochladen | Wohnhaus in halboffener Bebauung und in Ecklage | Lehngasse 2 (Karte)                     | 17. Jh. und später                         | mit Ladeneinbau, Putzfassade, im Dach Zwerchhaus mit Dreiecksgiebel, in platzbildprägender Lage am Markt, Alterswert und bauhistorische Bedeutung. Zwei Geschosse, fünf Achsen, Zwerchhaus mit Giebel, ehemalige Fassadengliederung verloren, Putzfassade mit Putzfaschen, im Innern Fenster mit Segmentbögen, im Zwerchhaus markantes Drillings-V-Bogenfenster mit gerader Verdachung, allgemein: sehr dicke Mauern. | 09206711 |
| Direkt Bild zu diesem Denkmal hochladen | Meilenstein | Markt (Karte)                           | 19. Jh.                                    | Halbmeilenstein, verkehrsgeschichtlich von Bedeutung. einfacher abgerundeter Stein auf quadratischem Postament (Sandstein). | 09205612 |
| Direkt Bild zu diesem Denkmal hochladen | Meilenstein | Markt (Karte)                           | nach 1858 (Meilenstein)                    | Stationsstein, verkehrsgeschichtlich von Bedeutung. Postament und Stationsstein aus Sandstein mit rundem Abschluss, Kursächsische Krone aus Gusseisen, Inschriften der Entfernungen. | 09205584 |
|                                         | Rathaus | Markt 1 (Karte)                         | um 1850                                    | platzbildprägender Bau mit neogotischem Giebelaufsatz, baugeschichtlich und ortsgeschichtlich von Bedeutung. ursprünglich zwei Geschosse (aufgestockt), fünf Achsen, Mittelrisalit mit Giebelaufsatz, Walmdach, Innen: Gewölbe (Kreuzgrat), Treppenhaus. | 09206710 |
| Direkt Bild zu diesem Denkmal hochladen | Wohnhaus in halboffener Bebauung | Markt 3 (Karte)                         | bez. 1830                                  | mit Ladeneinbauten, zeittypische Putzfassade, baugeschichtliche und städtebauliche Bedeutung. Zwei Geschosse, neun Achsen, zwei Seitenrisalite mit kleinen Giebeln, Obergeschoss mit Putz- und Stuckgliederung gestaltet, Traufe mit Zahnschnitt. | 09205598 |
|                                         | Wohnhaus in halboffener Bebauung und in Ecklage, dahinter Einfriedung | Markt 4 (Karte)                         | um 1850, im Kern älter                     | Putzbau in städtebaulich relevanter Lage am Markt, klassizistische Formensprache, Einfriedung seltenes Geländer aus Astwerk-Beton, baugeschichtliche und städtebauliche Bedeutung. Dreigeschossiges Wohn- und Geschäftshaus, entstanden um 1850 unter Verwendung einer vorhandenen Kelleranlage, in halboffener, exponierter Eckbebauung am Lengefelder Markt. Der massive Putzbau mit charakteristisch tiefem Baukörper wird von einem mäßig geneigten, einseitig abgewalmten Satteldach abgeschlossen. Die Fassade zum Markt zeigt 11 Achsen, die drei mittleren treten risalitartig hervor. Die Fensteröffnungen sind symmetrisch angelegt. Sie haben im Erdgeschoss die Form eines Rundbogens und im Obergeschoss einen geraden Sturz. Sie werden durch profilierte Natursteingewände mit waagrechten, giebel- und segmentbogenförmigen Verdachungen eingefasst. Die Fassaden zum Markt und zur Reifländer Straße sind durch Simse, Pilaster und Eckquaderungen ausgewogen gegliedert. Das Erdgeschoss mit Werkstein imitierendem Putz. Ein kräftig profilierter Sims markiert die Traufe. Die Dachgaupen sind Neubauten. Das Innere wurde durch verschiedene Umbauten verändert. Bemerkenswert ist das Treppenhaus mit einer zweiläufigen Treppe (Richtungswechsel-gegenläufig) in typischer klassizistischer Gestaltung mit einhüftigen Korbbögen (Schwanenhals) und quadratischen Pfeilern (der obere Abschluss als Holzkonstruktion). Das Gebäude befand sich im ausgehenden 19. Jahrhundert im Besitz von Carl Luckner. Er betrieb eine Stabeisen-, I-Träger, Ofen, Werkzeug- und Kurzwarenhandlung. In den ehemals vorhandenen Nebengebäuden befanden sich Produktions- und Lagerräume. Das Gebäude dokumentiert die architektonische Entwicklung der Stadt Lengefeld im 19. Jahrhundert, evident ist die baugeschichtliche und platzbildprägende Bedeutung. Ein Kuriosum ist das rückwärtige Terrassengeländer aus Astwerk-Beton, das den Baustoff als Surrogatmaterial für Holz zeigt. In den umliegenden Gemeinden findet sich dieses ansonsten sehr seltene, kunstgeschichtlich interessante Faktum mit einigen Beispielen, vorwiegend an Gartenlauben. | 09205596 |
| Direkt Bild zu diesem Denkmal hochladen | Wohnhaus in geschlossener Bebauung | Markt 6 (Karte)                         | 17. Jh. und später                         | ehemalige Weberei, Putzbau mit weitgehend erhaltener Originalsubstanz, baugeschichtliche und ortshistorische Bedeutung. Drei Geschosse, vier Achsen, Satteldach mit Satteldachhäuschen (jünger), glatte Putzfassade, Putzfaschen, horizontale Gliederung (Sohlbankgesims), Türgewände profilierter Granitstein, Keller mit Tonne (Bruchstein auf Fels), ehemalige Weberei mit Braurecht. | 09206705 |
| Direkt Bild zu diesem Denkmal hochladen | Wohnhaus in halboffener Bebauung und in Ecklage | Markt 10 (Karte)                        | um 1890                                    | historistische Putz-Klinker-Fassade mit hölzernem Eckerker, in bildprägender Lage am Markt, bauhistorische und städtebauliche Bedeutung. 5:1:5 Achsen, zwei Geschosse, Putz-Klinkerfassade, Sockel (Granitquader), Erdgeschoss verputzt (Quadermauerwerknutung), Rundbogen und Konsolen der Fenster aus Kunststein, Obergeschoss Klinkerfassade mit Kunststeingewänden, Holzerker, Satteldach mit Gaupen. | 09205586 |
| Direkt Bild zu diesem Denkmal hochladen | Ehemaliges Postamt in geschlossener Bebauung | Markt 11 (Karte)                        | um 1890                                    | Klinkerfassade, mit Tordurchfahrt, ortsbildprägende Lage am Markt, städtebauliche und ortshistorische Bedeutung. Drei Geschosse, Klinker-Putzfassade mit Erdgeschoss Glattputz und ehemaliger Nutung, Obergeschoss gelbe Klinker, Fensterrahmungen aus Kunststein, horizontale Gliederungen, Traufzone verändert, älterer Keller vermutlich erhalten, Tordurchfahrt mit Oberlicht. | 09206713 |
| Direkt Bild zu diesem Denkmal hochladen | Wohnhaus in geschlossener Bebauung | Markt 15 (Karte)                        | 1. Hälfte 19. Jh., Kern womögl. älter      | Putzfassade, mit Ladeneinbau, Satteldach mit fünf Gaupen, in ortsbildprägender Lage am Markt, ortsentwicklungsgeschichtliche und bauhistorische Bedeutung. traufständiger, zweigeschossiger Putzbau, Erdgeschoss Ladeneinbau, sieben Achsen, segmentbogenartig geschlossene Fenster- und Türöffnungen, Obergeschoss siebenachsige Fensterreihe, Satteldach mit fünf Gaupen. | 09206712 |
| Direkt Bild zu diesem Denkmal hochladen | Straßenbrücke über den Lautenbach | Neunzehnhainer Straße (Karte)           | 1906–1907                                  | Steinbogenbrücke, verkehrsgeschichtliche Bedeutung. Bogenbrücke aus Gneis, mit Wangenmauer, oberer Abschluss gerade. | 09207669 |
| Direkt Bild zu diesem Denkmal hochladen | Talsperre, bestehend aus der Absperrmauer (Gewichtsstaumauer), dem Tosbecken sowie zwei am Fuße der Staumauer stehenden Schützenhäusern | Neunzehnhainer Straße (Karte)           | bez. 1905–1908 (Talsperre Neunzehnhain II) | in gutem Originalzustand überliefert, technikgeschichtliche und landschaftsgestaltende Bedeutung, Bestandteil eines der ältesten Trinkwasserverbundsysteme Sachsens. Absperrmauer: Die Staumauer ist eine Gewichtsstaumauer aus Bruchsteinmauerwerk mit gekrümmter Achse des sog. Intze-Typs. Sie dient der Trinkwasserbereitstellung im Verbundbetrieb mit der unterhalb gelegenen Talsperre Neunzehnhain I. Sie wurde 1911 bis 1914 nach Plänen des Stadtbauamtes Chemnitz (Stadtbaurat Hechler) errichtet. 1914 erfolgte die Inbetriebnahme. Die Höhe der Staumauer über der Gründungssohle beträgt 39,30 m, die Höhe über der Talsohle 33 m, die Kronenlänge 280 m und die Kronenbreite 4,50 m. Auf Grund günstiger Untergrundbedingungen war keine besondere Abdichtung der Sperrgründung erforderlich. Die Abdichtung des Untergrundes erfolgte lediglich durch eine Stampfbetonschicht, auf die die Mauer aufgesetzt wurde. Die Mauer besteht aus Bruchsteinen aus Glimmerschiefer, die in einem Mörtel aus Zement, Trasskalk und Sand verlegt wurden. Wasserseitig wurde eine Dichtung aus einem 3 cm starken Zementputz und einem zweimaligen Dichtungsanstrich mit Goudron aufgebracht. Im oberen Staumauerbereich erfolgte die Dichtung durch einen mit Inertolanstrich versehenen 70 cm starken Betonschutzmantel. Wasserseitig erfolgte die Abdichtung an der Sohle durch einen Lehmkeil (Intze-Keil). Die Staumauer hat weder ein Entwässerungssystem noch einen Kontrollgang. Im Gegensatz zu Neunzehnhain I hat sie jedoch zwei kleine Vorbecken am Zulauf. Tosbecken und Schieberhäuschen: Am Fuße der Sperrmauer befindet sich das Tosbecken, flankiert von den zwei aus Bruchstein errichteten Schieberhäusern. Die Mauern beider Häuschen sind als Schichtenmauerwerk aufgeführt. Ihr Grundriss ist längsrechteckig, sie werden durch Satteldächer aus Bruchstein abgeschlossen. An den Giebelseiten befinden sich jeweils rundbogige, zweiflügelige Eisentore aus der Erbauungszeit. | 09206736 |
| Direkt Bild zu diesem Denkmal hochladen | Wohnhaus in offener Bebauung | Oberer Teil 37 (Karte)                  | 2. Hälfte 18. Jh.                          | Obergeschoss Fachwerk, Alterswert, baugeschichtliche und sozialhistorische Bedeutung. Zwei Geschosse, Putz-Fachwerkfassade, Satteldach, Erdgeschoss massiv (Ziegelmauerwerk, verputzt), Eingang mit Natursteingewände, Obergeschoss teilweise Fachwerk (verputzt ?), Lehmausfachung, Giebel Fachwerk verputzt und darüber verbrettert, Schieferdach in altdeutscher Deckung. | 09205593 |
| Direkt Bild zu diesem Denkmal hochladen | Wohnhaus in offener Bebauung, ehemalige Schule | Oederaner Straße 9 (Karte)              | 1826, im Kern älter                        | in prägnanter Lage am Kirchberg, ehemalige Knabenschule des Ortes, bildprägend, baugeschichtliche und ortshistorische Bedeutung. Zweigeschossige Putzfassade, hohes Krüppelwalmdach mit Mansarden, giebelseitig verbrettert, darunter Fachwerk erhalten. | 09205619 |
| Direkt Bild zu diesem Denkmal hochladen | Wohnhaus in offener Bebauung | Oederaner Straße 11 (Karte)             | Anfang 19. Jh.                             | Putzbau mit Sandsteinportal, in bildprägender Lage unterhalb des Kirchberges, baugeschichtliche Bedeutung. Zweigeschossiger verputzter Bruchsteinbau mit Satteldach (altdeutscher Schieferdeckung). Gut erhaltene Fenstergewände aus Sandstein (teils Segmentbogen), Sandsteinportal mit Architrav. Im Erdgeschoss Holzklappläden an den Fensteröffnungen. Vermutlich in der ersten Hälfte des 19. Jahrhunderts erbaut. Die Lage unterhalb der Kirche lässt vermuten, dass es sich bei diesem kleinen Gebäude um eine ehemalige Kirch- oder Dorfschule handeln könnte. Das Gebäude besticht durch seinen sehr guten Originalzustand, wodurch es zum Zeugnis des Bauhandwerks seiner Entstehungszeit wird. Der Denkmalwert leitet sich damit vorrangig vom baugeschichtlichen, aber auch vom ortsgeschichtlichen Wert ab. | 09205610 |
| Direkt Bild zu diesem Denkmal hochladen | Gartenhaus | Oederaner Straße 55 (gegenüber) (Karte) | um 1900                                    | bemerkenswertes Gebäude im Heimatstil, baugeschichtlich von Bedeutung. | 09305969 |
| Direkt Bild zu diesem Denkmal hochladen | Wohnhaus in offener Bebauung | Oederaner Straße 70 (Karte)             | um 1600                                    | bemerkenswertes straßenbildprägendes Fachwerkhaus, reiches Fachwerk erhalten (Kopfstreben, doppelte Andreaskreuze), ortsgeschichtlich und baugeschichtlich von Bedeutung. Erdgeschoss massiv, Obergeschoss Fachwerk-Giebel verbrettert, Satteldach, mehrfach profilierte Schwelle (Fasen) mit andreaskreuzähnlicher Ausfachung zum Brustriegel, einzelne Kopfbänder aufgeblattet, Giebel evtl. auch Fachwerk, hohes Satteldach ohne Aufbauten, im Inneren Eingriffe, erhaltene Balkendecke im Erdgeschoss. | 09205605 |
| Direkt Bild zu diesem Denkmal hochladen | Meilenstein | Oederaner Straße 70 (gegenüber) (Karte) | 19. Jh. (Meilenstein)                      | oben abgerundeter Sandstein, verkehrsgeschichtliche Bedeutung. | 09205623 |
|                                         | Schule (mit Ausstattung) und angebaute Turnhalle sowie Schulhof | Schulstraße 9 (Karte)                   | 1939                                       | Putzbau mit Dachreiter, im Heimatstil, geschlossen erhaltene Anlage von großer baugeschichtlicher und ortsgeschichtlicher Bedeutung. Schule mit Turnhalle, 1939 nach Entwürfen des vorwiegend im Chemnitzer Raum arbeitenden Architekten Curt am Ende erbaut. Ursprünglich Dreiflügelanlage, durch Anbau 1976/78 zu einer vierflügligen Anlage mit offenem Hof erweitert. Im Südosten wurde die Turnhalle angefügt. Die um den Hof angeordneten zweigeschossigen Gebäudeteile der Schule werden durch steile Satteldächer mit Aufschieblingen abgeschlossen. Der Eingangsbau wird durch einen schlanken Dachreiter bekrönt. Gestalterisch vereint der Baukomplex stilistische Elemente der 1930er Jahre mit dem „Heimatstil“. Die ansonsten schlichten Putzfassaden mit regelmäßig angeordneten Rechteckfenstern werden betont durch den Haupteingang mit rundbogigem Türportal bzw. den Nebeneingang mit einem durch dorische Säulen getragenem Vorbau mit Dreieckgiebel. Das Treppenhaus und die Flure im Inneren wirken sachlich und zurückhaltend nobel. Bemerkenswert ist die Dekorationsmalerei mit Waldpflanzen, Bäumen und Sträuchern. In der Denkmalaufstellung des Freistaates Sachsen finden sich lediglich 14 Schulen, welche im gleichen Zeitraum erbaut wurden. Der Vergleich mit diesen zeigt, dass die Lengefelder Schule zu den bedeutendsten Schulen Sachsen gehört, welche zwischen 1933 und 1945 erbaut wurden. Bemerkenswert ist auch die Authentizität des Bauwerks. Der Denkmalwert ergibt sich aus der baukünstlerischen, baugeschichtlichen und ortsgeschichtlichen Bedeutung. | 09205595 |
| Direkt Bild zu diesem Denkmal hochladen | Sachgesamtheit Friedhof Lengefeld, mit folgenden Einzeldenkmalen: Friedhofskapelle (Nr. 3), Einfriedung, Grabmal und Kriegerdenkmal für die Gefallenen des Ersten Weltkrieges (siehe Obj. 09205606), dazu gärtnerisch gestalteter Friedhof (Gartendenkmal) und mit folgendem Sachgesamtheitsteil: Friedhofsverwaltungsgebäude (Nr. 5) | Schwimmbadstraße 3; 5 (Karte)           | um 1700, später überformt                  | ortsgeschichtliche Bedeutung. - Kriegerdenkmal: Ehrenhain und Einfriedung, 1921 geweiht - Grabmal Amalie Henriette Mühl: Säulenportikus aus schwarzem Marmor mit segnender Christusfigur (unsigniert) - Kapelle: schlichter Putzbau mit Satteldach, Rundbogenfenster, innen zeittypische einfache Ausstattung, eingeschossige Empore an drei Seiten mit Holzbrüstung, schlichter Saal mit Flachdecke | 09305860 |
|                                         | Einzeldenkmale der Sachgesamtheit Friedhof Lengefeld: Friedhofskapelle, Einfriedung, verschiedene Grabmale und Kriegerdenkmal für die Gefallenen des Ersten Weltkrieges (siehe auch Obj. 09305860) | Schwimmbadstraße 3; 5 (Karte)           | um 1900                                    | ortshistorisch bedeutsam. - Kriegerdenkmal: Ehrenhain und Einfriedung, 1921 geweiht - Grabmal Amalie Henriette Mühl: Säulenportikus aus schwarzem Marmor mit segnender Christusfigur (unsigniert) * Kapelle: schlichter Putzbau mit Satteldach, Rundbogenfenster, innen zeittypische einfache Ausstattung, eingeschossige Empore an drei Seiten mit Holzbrüstung, schlichter Saal mit Flachdecke. | 09205606 |
| Direkt Bild zu diesem Denkmal hochladen | Gedenktafel für Reinhard Rother | Wolkensteiner Straße 1 (Karte)          | bez. 1934                                  | zur Erinnerung an den Ortschronisten und Lehrer Reinhard Rother (1900–1945), ortshistorische Bedeutung polierte Marmorplatte mit vergoldeter Inschrift. | 09205616 |

## Lippersdorf
| Bild                                    | Bezeichnung | Lage                    | Datierung                      | Beschreibung | ID       |
| --------------------------------------- | --- | ----------------------- | ------------------------------ | --- | -------- |
| Direkt Bild zu diesem Denkmal hochladen | Wohnhaus, Seitengebäude, zwei Scheunen und Hofpflasterung eines Vierseithofes | Hauptstraße 2 (Karte)   | bez. 1891                      | landschaftsprägender Bauernhof, Putzbauten, alle Gebäude in gleicher Gestaltung, baugeschichtlich von Bedeutung. Wohnhaus: zweigeschossiger Putzbau, flacher Mittelrisalit, gegiebelt, mit Uhr und Türmchen, profilierte Bedachungen, Drempel, im Giebel Zwillingsfenster und Okuli, Stall: eingeschossig mit Drempel, Putzfaschen Scheunen: flachbogige Holztore, Backstein verputzt, Drempel, Satteldach, Putzfaschen Hofpflasterung: Schieferplatten, bezeichnet 1891 (Tafel) | 09207688 |
| Direkt Bild zu diesem Denkmal hochladen | Wohnstallhaus mit angebauter Scheune eines Bauernhofes | Hauptstraße 13 (Karte)  | Mitte 19. Jh.                  | Obergeschoss Fachwerk, Zeugnis ländlicher Wohn- und Arbeitsweise im Erzgebirge, baugeschichtlich von Bedeutung. Erdgeschoss massiv, verputzt, Winterfenster, Garageneinbau, Obergeschoss Fachwerk, Giebeldreieck verbrettert, der Scheunenteil mit gekreuzten Streben, altes Tor, Satteldach. | 09207686 |
| Direkt Bild zu diesem Denkmal hochladen | Seitengebäude und Scheune eines Bauernhofes | Hauptstraße 22 (Karte)  | Mitte 19. Jh.                  | Seitengebäude Obergeschoss Fachwerk, Scheune verbrettert, baugeschichtlich von Bedeutung. Stallscheune: Erdgeschoss massiv, Obergeschoss Fachwerk, Ladeluke, Giebel massiv, Krüppelwalmdach, originale Fenster, alte Blitzableiter Scheune: Steinsockel, sonst Holzkonstruktion, verbrettert, originale Fenster, Satteldach. | 09207683 |
| Direkt Bild zu diesem Denkmal hochladen | Scheune eines Zweiseithofes | Hauptstraße 29 (Karte)  | Ende 19. Jh.                   | Fachwerk-Scheune, gutes Beispiel für die ältere Holzbauweise, baugeschichtlich von Bedeutung. Erdgeschoss Bruchstein, verputzt, Garage, ehem. Stall, teils verbrettert, Obergeschoss Fachwerk, im Giebel einrieglig, Ladeluke, Giebel verbrettert, Satteldach Schiefer. | 09207687 |
| Direkt Bild zu diesem Denkmal hochladen | Wohnhaus eines Mühlenanwesens, mit reicher technischer Ausstattung und Wasserbau | Hauptstraße 38 (Karte)  | Kern 17. Jh. und älter         | besondere technikgeschichtliche und baugeschichtliche Bedeutung. Wohnhaus: stattlicher zweigeschossiger Massivbau mit 6:4 Achsen, Natursteingewände, Fenster mit Oberlichtsprossung, im Giebel Fachwerk, Krüppelwalmdach. | 09207681 |
| Direkt Bild zu diesem Denkmal hochladen | Wohnhaus | Hauptstraße 42 (Karte)  | Ende 18. Jh.                   | mit Fachwerk-Obergeschoss, Bestandteil der alten Ortsstruktur, baugeschichtlich von Bedeutung. Erdgeschoss massiv, verändert, Obergeschoss Fachwerk, teils verbrettert, Giebel massiv, steiles Satteldach, Wand-Öffnungsverhältnis original, ehemaliges Wohnstallhaus. | 09207679 |
| Weitere Bilder                          | Einzeldenkmale in Sachgesamtheit: ehemaliges Herrenhaus (Jagdschloss, später Erholungsheim), Wirtschaftsgebäude (ehemals Remise und Stall), Torbogen (zwischen Herrenhaus und Wirtschaftsgebäude) und Gartenpavillon (siehe auch Obj. 09303068) | Hauptstraße 50 (Karte)  | im Kern 1761 (Herrenhaus)      | Ensemble von großer ortsgeschichtlicher sowie baukünstlerischer Bedeutung. Einzeldenkmale: Herrenhaus, Wirtschaftsgebäude, Steinbogen zwischen dem Nebengebäude und dem Herrenhaus, Gartenlaube Gartendenkmal: Parkanlage und Allee zwischen Park und Kirchsteig (Fürstensteig) Sachgesamtheitsbestandteil: Einfriedung, Gärtnereigebäude mit Gewächshaus. Beschreibung Herrenhaus: stattliche Anlage auf unregelmäßigem Grundriss, zweigeschossig mit flachem Risalit und Schweifgiebel, dort Sandsteinstufenportal, Wappen der von Herder und von Königsmarck, Sockel Bruchstein, Putzfassade, älterer Hausteil mit Mittelrisalit und regelmäßig angeordneten Rechteckfenstern, daran anschließend späterer Kopfbau – betont neorenaissanceistisch mit Erker, großzügiger Wintergarten, später verglaste Terrasse, Freitreppe, dominiert von Wasser- und Aussichtsturm über halbkreisförmiger Grundfläche, reiche Dachlandschaft, Wechsel von Putzstrukturen und Granit, originale Fenster (z. T.), Rundbogen- und Rechteckfenster mit Sprossenteilung Innenausstattung aus der Umbauphase 1905: Haupteingang alter Hausteil mit Jugendstilbodenfliesen, Türen, Treppe, Keller in älterem Hausteil mit hoch angesetzten Tonnengewölben (nicht älter als ausgehendes 18. Jh.), im Anbau von 1904/05 gerade Kellerdecken bzw. preußische Kappengewölbe, Rittersaal mit Holzkassettendecke, Konsolen als personifizierte 4 Jahreszeiten, neben dem Kamin interessante Kapitelle mit Tauben und den Initialen V H (von Herder), Holzverkleidung mit schöner Tür und reichem Schnitzwerk (Muscheln, Rankenleiste) und Intarsien. Kamin Sandstein und Ziegel bezeichnet 1906, in Saalecke Holzwendeltreppe ins Dachgeschoss, dort auch Essensaufzug, im Dachgeschoss befand sich ursprünglich die Bibliothek – hier großer holzvertäfelter Raum mit tonnengewölbter Holzdecke, verzierte Balken, Wandschränke, Heinzungsverkleidungen, vor Bibliothek kleiner Raum mit bemalter Decke, im Erdgeschoss großzügiger Wintergarten mit originalen Bodenfliesen, 5 Rundbogenschiebefenster, Deckenbalken verziert, reiches Schnitzwerk, kleiner Brunnen Klinker und Terrakottaformsteine, Brunnenplastik – kleiner Junge mit Gans (Wasserspeier), die ehemalige Terrasse mit gleichem Bodenbelag wie der Wintergarten, später verglast, Sandsteinbrüstungen im Garten Kleiner Pavillon: vier Pfeiler tragen das Zeltdach Einfriedung: verputzte Pfeiler mit Sandsteinbekrönung Park: mit altem Baumbestand und Resten der historischen Wegeführung, hinter dem Hauptgebäude Lindenallee, Wege ursprünglich als Reitwege genutzt, vermutlich zwischen 1875 und 1927 angelegt Nebengebäude: Erdgeschoss massiv, eingeschossig, Dachausbau, im Giebel Zierfachwerk, Dachhecht, Verbretterung neu, Satteldach Schiefer, vermutlich um 1860 erbaut, heimatstilig überformt, ehemals als Pferdestall, Remise und Gärtnerwohnung genutzt zum Herrenhaus Torbogen, profiliert, mit Dach, ursprünglich drei große Toreinfahrten mit Korbbogenabschluss – Bögen erhalten, im Inneren einige Steingewände erhalten. | 09207677 |
| Direkt Bild zu diesem Denkmal hochladen | Sachgesamtheit Rittergut Lippersdorf mit folgenden Einzeldenkmalen: ehemaliges Herrenhaus (Jagdschloss, später Erholungsheim), Wirtschaftsgebäude (ehemals Remise und Stall), Torbogen (zwischen Herrenhaus und Wirtschaftsgebäude) und Gartenpavillon (siehe Obj. 09207677), weiterhin mit dem Gutspark und Allee südlich des Gutsparks zum Diebsteig/Fürstenweg (Gartendenkmale) und mit folgenden Sachgesamtheitsteilen: Gärtnerei mit Gewächshaus sowie Einfriedung des Geländes | Hauptstraße 50 (Karte)  | 1754 erstmals erwähnt          | Ensemble von großer ortsgeschichtlicher sowie baukünstlerischer Bedeutung. Einzeldenkmale: Herrenhaus, Wirtschaftsgebäude, Steinbogen zwischen dem Nebengebäude und dem Herrenhaus, Gartenlaube Gartendenkmal: Parkanlage und Allee zwischen Park und Kirchsteig (Fürstensteig), Sachgesamtheitsbestandteil: Einfriedung, Gärtnereigebäude mit Gewächshaus. Geschichte des Rittergutes: - 1754 – Erstmals wird ein Rittergut urkundlich erwähnt. - 1761 – Der Besitzer des Rittergutes, Georg Heinrich von Berbisdorf, lässt ein neues Herrenhaus errichten. - 5. September 1767 – Georg Heinrich von Berbisdorf stirbt ohne Erben. Der Besitz geht an Leutnant Karl Erdmann von Globig. - 18. Juli 1869 – Brand des Rittergutes. Später Wiederaufbau. - 1881 – Wilhelm von Herder aus Rauenstein kauft das Rittergut Lippersdorf für seinen Sohn. - 22. Oktober 1905 – Alexander von Herder und seine Gemahlin Agnes ziehen in das Rittergut ein. - 1913 – Brand im Seitengebäude des Rittergutes. - 1921 – Rittergutbesitzer Alexander von Herder verkauft einen Teil seines Landbesitzes an Bauern und Häusler. - 1922 – Alexander von Herder verkauft das Lehngericht an Ernst Neubauer. Die Waldbestände des Erbgerichts erwirbt Familie Siegel und Familie Haase aus Grünhainichen. - 1924 erwirbt die Stadt Chemnitz das Rittergut von Herrn Baron Alexander von Herder – Einrichtung eines Kindererholungsheimes. - 1952 Einrichtung eines Kinderheims. - Heutige Nutzung: Kinderheim - 1994 – 1998 Sanierungs- und Modernisierungsmaßnahmen. Herrenhaus: stattliche Anlage auf unregelmäßigem Grundriss, zweigeschossig mit flachem Risalit und Schweifgiebel, dort Sandsteinstufenportal, Wappen der von Herder und von Königsmarck, Sockel Bruchstein, Putzfassade, älterer Hausteil mit Mittelrisalit und regelmäßig angeordneten Rechteckfenstern, daran anschließend späterer Kopfbau –betont neorenaissanceistisch mit Erker, großzügiger Wintergarten, später verglaste Terrasse, Freitreppe, dominiert von Wasser- und Aussichtsturm über halbkreisförmiger Grundfläche, reiche Dachlandschaft, Wechsel von Putzstrukturen und Granit, originale Fenster (z. T.), Rundbogen- und Rechteckfenster mit Sprossenteilung, Innenausstattung aus der Umbauphase 1905: Haupteingang alter Hausteil mit Jugendstilbodenfliesen, Türen, Treppe, Keller in älterem Hausteil mit hoch angesetzten Tonnengewölben (nicht älter als ausgehendes 18. Jh.), im Anbau von 1904/05 gerade Kellerdecken bzw. preußische Kappengewölbe, Rittersaal mit Holzkassettendecke, Konsolen als personifizierte 4 Jahreszeiten, neben dem Kamin interessante Kapitelle mit Tauben und den Initialen V H (von Herder), Holzverkleidung mit schöner Tür und reichem Schnitzwerk (Muscheln, Rankenleiste) und Intarsien. Kamin Sandstein und Ziegel bezeichnet 1906, in Saalecke Holzwendeltreppe ins Dachgeschoss, dort auch Essensaufzug, im Dachgeschoss befand sich ursprünglich die Bibliothek – hier großer holzvertäfelter Raum mit tonnengewölbter Holzdecke, verzierte Balken, Wandschränke, Heinzungsverkleidungen, vor Bibliothek kleiner Raum mit bemalter Decke, im Erdgeschoss großzügiger Wintergarten mit originalen Bodenfliesen, fünf Rundbogenschiebefenster, Deckenbalken verziert, reiches Schnitzwerk, kleiner Brunnen Klinker und Terrakottaformsteine, Brunnenplastik – kleiner Junge mit Gans (Wasserspeier), die ehemalige Terrasse mit gleichem Bodenbelag wie der Wintergarten, später verglast, Sandsteinbrüstungen, im Garten Kleiner Pavillon: vier Pfeiler tragen das Zeltdach, Einfriedung: verputzte Pfeiler mit Sandsteinbekrönung, Park: mit altem Baumbestand und Resten der historischen Wegeführung, hinter dem Hauptgebäude Lindenallee, Wege ursprünglich als Reitwege genutzt, vermutlich zwischen 1875 und 1927 angelegt Nebengebäude: Erdgeschoss massiv, eingeschossig, Dachausbau, im Giebel Zierfachwerk, Dachhecht, Verbretterung neu, Satteldach Schiefer, vermutlich um 1860 erbaut, heimatstilig überformt, ehemals als Pferdestall, Remise und Gärtnerwohnung genutzt zum Herrenhaus Torbogen, profiliert, mit Dach, ursprünglich drei große Toreinfahrten mit Korbbogenabschluss – Bögen erhalten, im Inneren einige Steingewände erhalten. | 09303068 |
| Direkt Bild zu diesem Denkmal hochladen | Pfarrhaus und Seitengebäude eines Pfarrhofes | Hauptstraße 62 (Karte)  | Ende 19. Jh.                   | Pfarrhaus Putzbau mit flachem Mittelrisalit, baugeschichtliche und ortsgeschichtliche Bedeutung. Zweigeschossiger Putzbau mit flachem Mittelrisalit, 2:6 Achsen, Ecklisene, Putzgliederung, Okulus, profiliertes Kranzgesims, über der spitzbogigen Eingangstür „Gott der Herr ist Sonne und .....“, an den Schmalseiten Giebel als Ädikula ausgebildet, Türen und Windfänge im Innern erhalten Nebengebäude: gleichartig in Gestaltung, eingeschossig mit Drempel, Garagenanbau. | 09207672 |
| Direkt Bild zu diesem Denkmal hochladen | Wohnhaus | Hauptstraße 74 (Karte)  | 2. Hälfte 19. Jh.              | mit Fachwerk-Obergeschoss, recht authentisch erhalten, baugeschichtlich von Bedeutung. Erdgeschoss massiv, Steingewände Winterfenster, Obergeschoss Fachwerk, an drei Seiten mit originaler Verbretterung, originale Fenstergröße, Satteldach. | 09207671 |
| Direkt Bild zu diesem Denkmal hochladen | Wohnhaus | Hauptstraße 117 (Karte) | 1. Hälfte 19. Jh.              | Fachwerk-Obergeschoss, straßenbildprägendes Gebäude, baugeschichtlich von Bedeutung. Auf Hakengrundriss, Erdgeschoss massiv verändert, Obergeschoss Fachwerk, teils verkleidet, Giebeldreieck verschiefert, Frackdach/Satteldach. | 09207676 |
| Direkt Bild zu diesem Denkmal hochladen | Ehemalige Schule und Kantorat | Hauptstraße 127 (Karte) | bez. 1836                      | Obergeschoss Fachwerk, gegenüber der Kirche, ortsgeschichtlich von Bedeutung. Erdgeschoss Bruchstein, verputzt mit Eckquaderung, Fensterbänke Sandstein, Türbedachung profiliert und gegiebelt, originales Türblatt, Obergeschoss Fachwerk, Wand-Öffnungsverhältnis original, teils originale Sprossung, Giebel dekorativ verschiefert (zweifarbig), eine Langseite verbrettert, Krüppelwalmdach, bezeichnet 1836 (Tafel). | 09207675 |
| Direkt Bild zu diesem Denkmal hochladen | Wohnstallhaus und Scheune eines Zweiseithofes | Kirchsteig 7 (Karte)    | Anfang 19. Jh. (Wohnstallhaus) | Wohnstallhaus Obergeschoss Fachwerk, Scheune verbrettert, zeit- und landschaftstypischer Hof im weitgehenden Originalzustand, baugeschichtlich von Bedeutung. Wohnstallhaus: Erdgeschoss Bruchsteine, verputzt, profilierte Türbedachung, Winterfenster, Obergeschoss Fachwerk, Lehmausfachungen, Giebeldreieck verkleidet, Satteldach Scheune: Sockel Bruchstein, teils Backstein, kleiner Keller, sonst Holzkonstruktion, verbrettert. | 09207682 |
|                                         | Kirche (mit Ausstattung), Kirchhof mit Leichenhalle und Einfriedung | Kirchsteig 30 (Karte)   | Anfang 13. Jh. (Kirche)        | ehemalige Wehrkirche mit beachtlicher Ausstattung, eine der ältesten Saalkirchen des Erzgebirges, künstlerischer Wert, bauhistorische und ortshistorische Bedeutung. Eine der ältesten Saalkirchen des Erzgebirges, Anfang 13. Jh. Der urspr. Charakter einer Wehrkirche noch an der Mauerstärke und einzelnen Fensteröffnungen abzulesen. Zahlreiche Umbauten, u. a. 1670 Erhöhung der Außenmauern. Restaurierung des Innenraumes 1970. Bruchsteinbau mit geradem Ostschluss, das steile Walmdach mit Dachreiter von 1834. An der Ostseite tieflaibiges romanisches Schlitzfenster, an der Südseite Sakristei mit Vorhalle, wohl 1670. Das Innere durch die zahlreichen Einbauten geprägt. Felderdecke auf Balkenunterzug mit floraler Ornamentik von Johann Christian Bucaeus, 1716. An der Nord-, Ost- und Westseite zweigeschossige Emporen und verglaste Logen aus unterschiedlichen Zeiten. Die Brüstungen mit abwechslungsreicher ornamentaler Bemalung, an der Westempore spätgotische Schablonenmalerei. Auf den Emporen grob behauene Sitzbalken. Die Sakristei mit Spitztonne. Figurenreicher, künstlerisch beachtenswerter Epitaph-Altar aus Sandstein und Marmor für den kurfürstlichen Amtmann Caspar von Berbisdorf. Freiberger Arbeit in Spätrenaissanceformen von 1613. In der Predella feingeschnittenes Relief des Abendmahles. Im Hauptfeld bewegte Darstellung der Kreuzigung im Halbrelief, davor der Verstorbene und seine Familie, seitlich zwei gekuppelte Säulenpaare, darüber zwei Propheten in bewegter Körperhaltung. Auf den volutenverzierten Wangen Reliefdarstellungen der Geburt und Taufe Christi. Im Auszug Medaillon mit dem Relief der Auferstehung. Kanzel von 1709, am Korb die Reste von gemalten Darstellungen der Evangelisten. Prächtiger Taufstein von 1652 mit den Wappenschilden der von Berbisdorf und von Haugwitz. Beachtenswerte Renaissance-Orgel, wohl eine ältesten Orgeln Sachsens (vgl. Parthenstein-Pomßen, Muldentalkreis und Lauterbach, Mittlerer Erzgebirgskreis), A. 17. Jh., 1670 aufgestellt, die geschnitzten farbigen Aufsätze von 1714. Das Pedalwerk von 1771 von Oertel, Restaurierung 1952 durch Schmeisser. – Spätgotische Schnitzfigur von Christus in der Rast, um 1510. | 09207674 |
| Direkt Bild zu diesem Denkmal hochladen | Wohnhaus | Turnhallenweg 3 (Karte) | bez. 1800                      | mit Fachwerk-Obergeschoss, bildprägend, baugeschichtlich von Bedeutung. Erdgeschoss Bruchstein, verputzt, Steingewände, profilierte Türbedachung, Obergeschoss Fachwerk, Wand-Öffnungsverhältnis. original, Satteldach | 09207673 |

## Nennigmühle
| Bild                                    | Bezeichnung                | Lage                   | Datierung           | Beschreibung | ID       |
| --------------------------------------- | -------------------------- | ---------------------- | ------------------- | --- | -------- |
| Weitere Bilder                          | Mühlenwohnhaus             | Nennigmühle 2 (Karte)  | 18. Jh., Kern älter | Obergeschoss Fachwerk, mit Mansarddach und Dachreiter, ab 1930 Landheim des Christlichen Vereins junger Männer (CVJM) Chemnitz, ortshistorische, ortsbildprägende und besondere baugeschichtliche Bedeutung. Mühlenwohnhaus: Erdgeschoss massiv, Obergeschoss Fachwerk, Giebel Fachwerk, z. T. verbrettert, Krüppelwalmdach mit Hecht, Türmchen mit Glocken, Fledermausgaupen. | 09207994 |
| Direkt Bild zu diesem Denkmal hochladen | Wasserkraftwerk und Graben | Nennigmühle 17 (Karte) | 1903                | baugeschichtlich und technikgeschichtlich von Bedeutung. 1936 um ein Stockwerk erhöht, 1996 modernisiert, zweigeschossiger Massivbau 6:5 Achsen mit ausgebautem Dachgeschoss und Flachdach. | 09207993 |

## Pockau
| Bild                                    | Bezeichnung | Lage                                   | Datierung            | Beschreibung | ID       |
| --------------------------------------- | --- | -------------------------------------- | -------------------- | --- | -------- |
| Direkt Bild zu diesem Denkmal hochladen | Gedenkstätte für die Opfer des Faschismus und Plastik                                                                                      | (Karte)                                | 1957 (Gedenkstein)   | Plastik Darstellung eines Jungen mit Flugzeug, Denkmalanlage im ehemaligen Kulturpark »Max Roscher«, Dominante der Parkanlage, Jungenplastik unterhalb der Schule, als Zeitzeugnisse der Nachkriegszeit und Denkmalkultur jener Zeit von geschichtlicher Bedeutung. Denkmalanlage für die Opfer des Faschismus, größere gestaltete Anlage aus Mauer, Bewuchs und Platten über halbrunder Grundfläche aus grobem Quadermauerwerk, dreistufiger Aufbau mit betonter Mitte, je eine gegossene Platte mit Inschrift: Max Roscher, Pionier der revolutionären Arbeiterbewegung des Erzgebirges, die ursprünglich zugehörige Büste ging verloren. In Vorbereitung des Heimatfestes zur 650-Jahr-Feier wurde von den Pockauer Einwohnern 1956/57 in 5000 Aufbaustunden diese Parkanlage geschaffen. Der Park mit einem Ehrenhain erhielt den Namen „Max Roscher“. 1965 wurde das Ehrenmal zu einer Kreisgedenkstätte erweitert. Sie ist den Opfern des Faschismus und den antifaschistischen Widerstandskämpfern des Kreises gewidmet. | 09205545 |
| Direkt Bild zu diesem Denkmal hochladen | Brücke über den Hainsbach |                                        |                      | | 09206729 |
| Direkt Bild zu diesem Denkmal hochladen | Durchlass am Heidchenwiesenbächel |                                        |                      | | 09206727 |
| Direkt Bild zu diesem Denkmal hochladen | Brücke über den Hainsbach |                                        |                      | | 09206728 |
| Direkt Bild zu diesem Denkmal hochladen | Brücke über den Knesenbach | (Karte)                                | 19. Jh.              | verkehrsgeschichtlich von Bedeutung. | 09206731 |
| Direkt Bild zu diesem Denkmal hochladen | Wohnhaus | Annaberger Straße 5 (Karte)            | um 1930              | Holzhaus, industrielle Fertigteilbauweise, in unverändert erhaltenem Originalzustand, in zeittypischer Gestalt, baugeschichtlich von Bedeutung. Granitsockel, zwei Geschosse, Walmdach, mittlerer Eingangsvorbau und Schleppdachgaupe, Fassade vollständig verbrettert, Holzfenster mit kleiner Sprossung erhalten. | 09205496 |
| Weitere Bilder                          | Kirche (mit Ausstattung) und umgebender Kirchplatz (Gartendenkmal)                                                                         | Annaberger Straße 7 (Karte)            | 1927–1928            | Kirche der Gemeinschaft in Christo Jesu (umgangssprachlich Lorenzianer), eine in Lengefeld 1922 innerhalb der lutherischen sächsischen Landeskirche gegründete chiliastische Glaubensgemeinschaft, weithin prägender Putz-Klinker-Bau oberhalb des Ortes mit unveränderter Baugestalt, religionsgeschichtlich, ortsgeschichtlich und baugeschichtlich von Bedeutung. Hoher Klinkersockel mit Treppenaufgang an der westlichen Schmalseite, turmartiger Vorbau mit zinnenartiger Brüstung, Portal mit darüberliegendem Stern, Putz-Klinkerfassade, Original: alte Fenster, Eingangstür, Ausstattung, Gemeinschaft in Christo Jesu e. V. | 09205495 |
| Direkt Bild zu diesem Denkmal hochladen | Mühlenausstattung einer Schneidemühle | Annaberger Straße 10 (Karte)           | 19. Jh.              | technikgeschichtliche Bedeutung | 09205694 |
| Direkt Bild zu diesem Denkmal hochladen | Wohnhaus | Feldstraße 2 (Karte)                   | Mitte 19. Jh.        | mit Fachwerk im Obergeschoss, in prägnanter Lage nahe der Kirche, baugeschichtlich von Bedeutung. Erdgeschoss später massiv unterfahren, teilweise Fenster verändert, Obergeschoss mit Fachwerk, Satteldach (Schieferdeckung) unverändert, Giebelfassade verbrettert. | 09205480 |
| Direkt Bild zu diesem Denkmal hochladen | Wohnstallhaus | Feldstraße 5 (Karte)                   | um 1800              | Obergeschoss Fachwerk, baugeschichtlich von Bedeutung. Wohnstallhaus: Erdgeschoss massiv, oberhalb des Stichbogens Schlussstein, Obergeschoss Fachwerk, rückseitig verbrettert und Anbauten ehemalige Backstube oder Waschhaus, großes unverändertes schiefergedecktes Satteldach. Scheune: teilweise massiver Unterbau, zwei Geschosse verbrettert, Satteldach. | 09205481 |
| Direkt Bild zu diesem Denkmal hochladen | Ehemaliges Wohnstallhaus und Scheune eines Bauernhofes                                                                                     | Fischereiweg 23 (Karte)                | um 1800              | Wohnhaus Obergeschoss Fachwerk, typische Dorfkernbebauung entlang der Pockau, baugeschichtlich von Bedeutung. Zwei Geschosse, Erdgeschoss massiv mit Korbbogeneingang, Obergeschoss Fachwerk, Satteldach Schieferdeckung Scheune: zwei Geschosse, Satteldach. | 09205511 |
| Weitere Bilder                          | Wohnstallhaus (mit angebautem Backhaus) und Webstuhl im Innern, rechtwinklig ehem. Auszugshaus                                             | Fischereiweg 35 (Karte)                | bez. 1653            | Wohnstallhaus mit aufwändigem Fachwerk (Andreaskreuze, Kopfstreben) und reichgestaltetem Portal, in markanter Ortslage, baugeschichtlich und ortshistorisch von besonderer Bedeutung. Erdgeschoss massiv mit seitlichem Portal, Sandstein mit Sandsteingewände, skulpierten Archivolten und Sitznischen, Kartusche, ehemalige reiche Farbfassung erhalten, z. T. erneuert, HW=Hans Wagner, Schwelle mit Schiffskehle, Ständer und Kopfbänder, hohes Satteldach, bildet zusammen mit ehemaligem Auszugshaus (hier ebenfalls eine Giebelseite mit Andreaskreuzen erhalten) ein Hofensemble. | 09205502 |
| Direkt Bild zu diesem Denkmal hochladen | Wohnhaus | Fischereiweg 39 (Karte)                | 17. Jh. und später   | ehemaliges Wohnhaus für Floßaufseher, eingeschossiger Putzbau, 1559 Einführung der Holzflößerei, von ortshistorischer und technikgeschichtlicher Bedeutung. nach 1952 stark verändert, Originalsubstanz eventuell im linken Teil erhalten. | 09206709 |
| Direkt Bild zu diesem Denkmal hochladen | Wohnhaus in offener Bebauung | Flöhatalstraße 14 (Karte)              | um 1870              | mit markanter Putzfassade, baugeschichtlich von Bedeutung. Sockel verputzt, zwei Geschosse mit Mittelrisalit und überhöhtem Giebelabschluss, Satteldach mit Schieferdeckung, zwei Satteldachgaupen, Putzfassade mit Eckquaderung, horizontalen Putzbändern und Fensterbekrönung, giebelseitig: gekuppelte Rundbogenfenster. | 09205489 |
| Direkt Bild zu diesem Denkmal hochladen | Pfarrhaus | Flöhatalstraße 47 (Karte)              | nach 1895            | schlichter Putzbau mit zeittypischer Baugliederung, von ortshistorischer und baugeschichtlicher Bedeutung. Zweigeschossiger Putzbau mit Mittelrisalit und Giebel, sechs Achsen, schiefergedecktes Satteldach, betonte Fenstergewände im Erdgeschoss mit Schlussstein und Ohrung, im Obergeschoss profilierte Gewände aus Putz, mittenbetonender Stuckgiebel. | 09205479 |
|                                         | Kirche mit Ausstattung und Grabmal Richard Hübler auf dem benachbarten Friedhof                                                            | Flöhatalstraße 50 (Karte)              | 1885                 | Kirche neogotischer Putzbau mit Werksteindetails und hohem Nordturm, von baugeschichtlichem Wert, Grabmal von ortsgeschichtlichem Wert. - Kirche: Architekt Neubert - Grabmal für Architekten Richard Hübler (1871–1939): Porphyrtuffblock mit aufgesetzter Schrift | 09205478 |
| Direkt Bild zu diesem Denkmal hochladen | Kriegerdenkmal für die Gefallenen des Deutsch-Französischen Krieges und die Gefallenen des Ersten Weltkrieges                              | Flöhatalstraße 50 (Karte)              | Nach 1871; nach 1918 | Ortsgeschichtlich von Bedeutung. - Kriegerdenkmal (1870/1871): mehrstufiger Unterbau, Postament und Obelisk aus Sandstein (Inschrift und Skulptur als Schmuck) - Kriegerdenkmal (Erster Weltkrieg): in Rundung auslaufender Block aus Porphyrtuff mit bekrönendem Kreuz, teilweise bossiert (Inschrift) | 09307444 |
| Direkt Bild zu diesem Denkmal hochladen | Wohnhaus | Flöhatalstraße 58 (Karte)              | um 1900              | historistische Putz-Klinker-Fassade, baugeschichtlich von Bedeutung. Putzsockel, Erdgeschoss Putzfassade mit Nutung, Fenstergewände, Obergeschoss Klinkerfassade, Fenstergewände Kunststein mit Putzrahmung, darüber mittelbetonende Dreifenstergruppe, vier Satteldachgaupen, schiefergedecktes Satteldach. | 09205510 |
| Direkt Bild zu diesem Denkmal hochladen | Villa (Nr. 7) mit Remisengebäude (Nr. 9, mit Kutscherwohnung), Garten und Einfriedung                                                      | Lindenstraße 7; 9 (Karte)              | um 1925              | markante Putzbauten im traditionalistischen Stil der 1920er Jahre, in qualitätvoller Gestaltung, baugeschichtlich von Bedeutung. Villa: Granitsockel (Quadermauerwerk), Putzfassade mit Putzgliederung, profilierte Traufe, zwei Geschosse, mehrgliedriges Dach mit zwei Satteldachgaupen, monumentales Sandsteinportal mit Nutung und Volutengiebel, Bleiglasfenster Remise: Granitsockel (Quadermauerwerk), zwei Geschosse, Putzfassade mit Putzgliederung, zwei Einfahrten, Zeltdach. | 09205492 |
| Direkt Bild zu diesem Denkmal hochladen | Wohnhaus | Marienberger Straße 7 (Karte)          | bez. 1556            | mit Fachwerk im Obergeschoss (Andreaskreuze, Kopfstreben), als ältestes Wohnhaus von Pockau bezeichnet, weitgehend unverändert erhalten und in ortsbildprägender Lage, baugeschichtlich von Bedeutung. Erdgeschoss massiv unterfahren, giebelseitig verputzt (Fachwerk), Obergeschoss Fachwerk mit Schwelle, Brüstungsfelder mit Andreaskreuzen, Kopf- und Brustriegel, Kopfbänder geblattet, Holztraufe, Frackdach, Giebel verbrettert. | 09205486 |
| Direkt Bild zu diesem Denkmal hochladen | Wohnstallhaus eines Bauernhofes | Marienberger Straße 9 (Karte)          | um 1750              | Obergeschoss strebenreiches Fachwerk, baugeschichtlich von Bedeutung. Zwei Geschosse, Satteldach mit Schleppgaupe, Schieferplatten, Erdgeschoss massiv, Obergeschoss Fachwerk, giebelseitig verputzt (Fachwerk). | 09205505 |
| Direkt Bild zu diesem Denkmal hochladen | Backhaus (mit Backofen) eines Bauernhofes                                                                                                  | Marienberger Straße 9 (bei) (Karte)    | Mitte 18. Jh.        | Lehmbackofen, von heimatgeschichtlicher Bedeutung. Eingeschossiges Gebäude mit kleiner Fensteröffnung, Satteldach, giebelseitiger Eingang. | 09205506 |
| Direkt Bild zu diesem Denkmal hochladen | Ehemalige Schneidemühle (mit Antrieb und Sägegatter), 460 Meter langer Mühlgraben                                                          | Marienberger Straße 34; 34b (Karte)    | um 1865              | von technikgeschichtlicher Bedeutung. Putzbau mit Drempel | 09205651 |
| Direkt Bild zu diesem Denkmal hochladen | Ölmühle, heute Museum, mit technischer Ausstattung und (teilweise verrohrtem) Mühlgraben mit Wehr sowie Hofgebäude und mit Objekten im Hof | Mühlenweg 5b (Karte)                   | bez. 1783            | wichtiges Zeugnis der Leinen- und Leinsamenverarbeitung, technikgeschichtliche, ortshistorische und regionalgeschichtliche Bedeutung. Mühle: Erdgeschoss massiv (Lehm?), verbretterter Giebel, hohes Satteldach in altdeutscher Schieferdeckung, 1783 von Johann Börner als ehemals Obere Mühle, errichtet, bis 1945 in Betrieb, seit 1953 Denkmal, seit 1963 Schaumühle/Freilichtanlage, 1978–1982 Sanierung der Mühle (Stampfwerk, Doppelkeilpresse, Umbau des Obergeschosses zum Museum), Wasserrad mit Schütz, technische Ausstattung: unterschlächtiges Wasserrad (3,80 m, 5 (3 m lang)) eiserne Stampftröge, Stampfwerk mit zehn Stampfen zu fünf Paaren, Keilpresse mit Welle, Hammer, Gestänge, steinernem Pressengehäuse, Pressform, Pressplatte, Keil und Gegenkeil, Daumenwelle, Herd, Freilichtanlage aus der Ölmühle Mildenau übernommen, Hofgebäude | 09205484 |
| Direkt Bild zu diesem Denkmal hochladen | Wohnstallhaus (ehemaliges Mühlenwohnhaus) und Scheune eines Mühlenanwesens, mit Mühlentechnik                                              | Mühlenweg 8 (Karte)                    | 1783                 | Wohnstallhaus mit erhaltenem Fachwerk, Scheune mit hohem Dach gegenüber der historischen Ölmühle an ortsbildprägender Stelle, unverändertes Bauensemble, baugeschichtlich und ortsgeschichtlich von Bedeutung. Wohnstallhaus: Erdgeschoss verputzt (Lehmwände?), Obergeschoss älteres Fachwerk: Schwelle leicht abgefast, profilierte Füllhölzer, im hinteren Teil (Stall) später massiv ersetzt, auch giebelseitig verputzt, hohes verschiefertes Satteldach unverändert, Giebelverschieferung aufwendiger (älter) Scheune: sehr hohes Satteldach. | 09205483 |
| Direkt Bild zu diesem Denkmal hochladen | Wohnhaus und Schuppen | Mühlenweg 9 (Karte)                    | bez. 1732            | Wohnhaus mit Fachwerk in prägender Lage an der Schwarzen Pockau, altes Handwerkerhaus (Schippenhackerei seit 1500, Holzschippen und für Bäckereigewerbe), von ortshistorischer und baugeschichtlicher Bedeutung. Ehemaliges Wohnstallhaus: nach Inschrift datiert, wahrscheinlich älter (Ständerstärke) Erdgeschoss massiv und später verändert, rückseitiger Anbau, Obergeschoss Fachwerk, Giebel verschiefert, unverändertes Satteldach (Schieferdeckung), Schippenhackerei seit 1500, Holzschippen und Bäckereigewerbe, 1860 gegründet Schuppen: einfacher eingeschossiger Bretterbau, Satteldach. | 09205485 |
| Direkt Bild zu diesem Denkmal hochladen | Schmiede | Olbernhauer Straße 3 (Karte)           | Kern 19. Jh.         | am Ortsrand gelegene alte Schmiede, von ortshistorischer Bedeutung. Eingeschossiger Bau, Bruch-Ziegelmauerwerk, teilweise Klinker (Fensterstürze), Original: alte Fenster, Zwei-Flügeltor, Satteldach, seit ca. 1500 nachweisbare Stelle. | 09205507 |
| Direkt Bild zu diesem Denkmal hochladen | Seitengebäude eines Bauernhofes (ehemaliges Erbgericht, Wohnhaus – kein Denkmal)                                                           | Olbernhauer Straße 10 (Karte)          | 18. Jh.              | Fachwerkbau mit wertvoller Originalsubstanz, von ortshistorischer und baugeschichtlicher Bedeutung. Alter Schafstall: Wohnstallhaus (1335 belegt) Bau um 1400, Mitte 19. Jh. aufgestocktes Fachwerk, Erdgeschoss massiv, Obergeschoss Fachwerk mit z. T. Ziegelausfachung, Satteldach, Korbbögen. | 09205504 |
| Weitere Bilder                          | Feuerwehrgerätehaus und Schlauchturm | Olbernhauer Straße 12 (Karte)          | 1904                 | in aufwändiger Putz-Klinker-Bauweise, verbretterter Schlauchturm, technikgeschichtliche und ortsgeschichtliche Bedeutung. Gerätehaus: Putzbau, zwei Geschosse mit roter Klinkergliederung (im Erdgeschoss Fensterbögen, Gesimse und Traufe mit Konsolen) Schlauchturm: dreigeschossig, verbrettert und mit Torausfahrt. | 09205508 |
| Direkt Bild zu diesem Denkmal hochladen | Wohnstallhaus eines Bauernhofes | Olbernhauer Straße 18 (Karte)          | nach 1650            | Obergeschoss Fachwerk, ehemaliges Hufengut, neben der Amtsfischerei wohl das älteste Gebäude im Ort, reiche Originalsubstanz (Fachwerkkonstruktion mit Kopfstreben), baugeschichtliche und ortshistorische Bedeutung. Wohnstallhaus: Erdgeschoss massiv mit späteren Veränderungen (Eingang, Fenster), Obergeschoss Fachwerk mit gekehlter Schwelle, Giebel verschiefert, darunter Andreaskreuze?, ehemaliger Umgebindebau oder Ständer?, 19. Jh. Dachausbau Brunnenhaus und Brunnen. | 09205509 |
| Direkt Bild zu diesem Denkmal hochladen | Ehemalige Lohgerberei, heute Wohnhaus | Olbernhauer Straße 36 (Karte)          | bez. 1858            | imposanter Putzbau mit zeittypischer Gliederung, ortshistorische Bedeutung. Giebelständiger, zweigeschossiger Putzbau mit Drempel und Krüppelwalmdach, Ecklisenen mit Nutung und Putzgliederung, Erdgeschoss Putznutung, (Quadermauerwerk) Fenster mit Stichbögen (Kunststein) teilweise zugesetzt. | 09205559 |
|                                         | Rathaus | Rathausstraße 10 (Karte)               | 1924–1925            | Gemeindeamt Pockau, vielgestaltiger Putzbau mit schönem Eingangsportal, in repräsentativer platzbetonender Lage, Einflüsse des Reformstils, ortsgeschichtlich und baugeschichtlich von Bedeutung. Rathaus, auch Sparkasse, drei Geschosse mit zwei Giebeln, mehrfach gegliederter Grundriss, reiche Dachgestaltung (Giebel, Krüppelwalm, Gaupen) teilweise verschieferter Giebel, bossierter Sockel, Original bzw. beibehalten: Fenstergestalt, Fassadentür, Inneres (Treppenhaus, Türen). | 09205475 |
| Direkt Bild zu diesem Denkmal hochladen | Schule | Schulstraße 1 (Karte)                  | 1877                 | Putzbau mit charakteristischem Turmaufbau, Anklänge an den neogotischen Stil, in ortsbildprägender Lage, baugeschichtlich und ortsgeschichtlich von Bedeutung. Drei Geschosse, Putzbau, Satteldach, giebelseitig massiv, in der Mitte betonte Achse mit seitlichen Pilastern, bekrönt von Giebel mit Putzgliederung, darüber oktonaler Turmaufbau mit acht Freisäulen. | 09205498 |
| Direkt Bild zu diesem Denkmal hochladen | Ehemalige Schule, Fachwerkbau, älteste Schule Pockaus, von ortsbildprägender Wirkung, mit ortsgeschichtlicher Bedeutung                    | Schulstraße 2 (Karte)                  | ab 17. Jh.           | Erdgeschoss massiv und verputzt, Obergeschoss in weiten Teilen Fachwerk sichtbar, Schwelle, Riegel, Ständer, Strebe gleichstark, rückseitig Portal mit Schlussstein, Giebel beidseits verschiefert (Eternit) spätere Anbauten. | 09205497 |
| Direkt Bild zu diesem Denkmal hochladen | Scheune eines Bauernhofes | Schulstraße 25a (Karte)                | vermutl. 18. Jh.     | baugeschichtliche Bedeutung, Alterswert. Auszugshaus: zwei Geschosse, Satteldach, Fachwerk, Erdgeschoss massiv, Fachwerk in Teilen sichtbar (erhalten?), Andreaskreuze, Kopfstreben, Schwellen teilweise reich profiliert, Giebel verbrettert, Scheune mit Satteldach, verbrettert. | 09205501 |
| Direkt Bild zu diesem Denkmal hochladen | Jugendherberge und Garten | Siedlungsstraße 34 (Karte)             | bez. 1938–1939       | Putzbau im traditionalistischen Stil der Zeit, mit baugeschichtlichem Wert. Schieferdeckung in altdeutscher Manier (Zeltdach), Portaltür mit Oberlicht, Innen umgebaut, umgestalteter Gartenbereich. | 09205482 |
| Direkt Bild zu diesem Denkmal hochladen | Fabrikgebäude mit Schornstein, Schienen im Werksgelände, Loren und Dampfmaschine                                                           | Straße der deutschen Einheit 5 (Karte) | 1902–1903            | geschlossen erhaltene Fabrikanlage (Holzpackungsmittel) mit einheitlich gestalteten Werkhallen, Putzfassaden mit Klinkergliederungen, ortsgeschichtlich von Bedeutung. Ehemalige Kistenfabrik Hunger GmbH, breitgelagerter Hauptbau in Putz-Klinkerbauweise (rot-gelbe Klinker), eingeschossig mit einzelnen Giebeln, Kellergeschoss, flaches Dach, spätere Anbauten und Erweiterungen technische Ausstattung: Dampfmaschine von R. Raupach 1902, Schienen mit Lore, hohe Esse mit polygonalem Unterbau. | 09205476 |

## Rauenstein
| Bild                                    | Bezeichnung | Lage                          | Datierung | Beschreibung | ID       |
| --------------------------------------- | --- | ----------------------------- | --- | --- | -------- |
| Direkt Bild zu diesem Denkmal hochladen | Mausoleum, Grabmale und gestaltete Grabanlage mit späterer Freiraumgestaltung (Herders Ruh) | (Flurstück 1595) (Karte)      | Um 1832 (Grabplatte Härtel); 1852 (Mausoleum); um 1853 (Grabplatte E. W. von Herder); um 1909 (Grabplatte C. A. von Herder) | Grabanlage und Gruft der Familie von Herder, ortshistorisch bedeutsam und von künstlerischer und landschaftsgestaltender Bedeutung | 09206706 |
| Direkt Bild zu diesem Denkmal hochladen | Einzeldenkmal der Sachgesamtheit Rittergut und Schloss Rauenstein: Spritzenhaus (siehe auch Obj. 09305870, Rauenstein 2–6) | Rauenstein 2 (Karte)          | Mitte 19. Jh. | ursprünglich zum Schloss Rauenstein gehörend, traditioneller Zweckbau. Eingeschossig mit Drempel, massiv, verputzt, zwei große Rundbogentore – Holz, zweiflügelig an Traufseite, im Drempelgeschoss kleine Rechteck-Fensteröffnungen, Satteldach, Haus original erhalten, an Zufahrt zu Schloss stehend. | 09201522 |
| Weitere Bilder                          | Sachgesamtheit Rittergut und Schloss Rauenstein mit folgenden Einzeldenkmalen: Schloss und Einfriedung (siehe Obj. 09205624, Rauenstein 6), Spritzenhaus (siehe Obj. 09201522, Rauenstein 2), ehemaliges Gesindehaus, heute Wohnhaus und Scheune (neben Nr. 3) (siehe Obj. 09200467, Rauenstein 3), und ehemaliges Kavaliershaus (siehe Obj. 09201567, Rauenstein 4) | Rauenstein 2; 3; 4; 6 (Karte) | 17. Jh. und älter (Schloss)                                                                                                 | Schloss stattliches Renaissance-Gebäude mit Sitznischenportal, Obergeschoss Fachwerk mit Andreaskreuzfeldern, reiche Ausstattung (zwei Türme, Burgkapelle, Fürstensaal, Brunnenschale von 1770), baugeschichtlich und regionalgeschichtlich von Bedeutung. - Schloss (Rauenstein 6): 17. Jh., massives Erdgeschoss mit reichem Rundbogen (Sitznischenportal) und Treppenanlage, Obergeschoss Fachwerk mit Andreaskreuzfeldern, Satteldach mit Schleppgaupen, - Spritzenhaus(Rauenstein 2): eingeschossig mit Drempel, massiv, verputzt, zwei große Rundbogentore – Holz, zweiflügelig an Traufseite, im Drempelgeschoss kleine Rechteck-Fensteröffnungen, Satteldach, Haus original erhalten, an Zufahrt zu Schloss stehend. - Ehemaliges Gesindehaus (Rauenstein 3): zweigeschossig, Erdgeschoss und Teil des Obergeschosses massiv verputzt, Obergeschoss teilweise Fachwerk-Konstruktion erhalten, Satteldach - Scheune(Rauenstein neben Nummer 3): eingeschossig mit hohem Drempelgeschoss, Erdgeschoss Bruchstein massiv verputzt, Obergeschoss Fachwerk verbrettert, flach geneigtes Satteldach, als Schauer an einer Traufseite weit vorkragend, einfache zweiflügelige Holztore, eine Giebelseite mit Hocheinfahrt, dort ebenfalls Holztor, Hocheinfahrt mit Böschungsmauerwerk, - Ehemaliges Kavaliershaus( Rauenstein 4): zweigeschossig, Putzfassade, Krüppelwalmdach, Gaupe und Dachreiter. | 09305870 |
| Direkt Bild zu diesem Denkmal hochladen | Einzeldenkmal der Sachgesamtheit Rittergut und Schloss Rauenstein: ehemaliges Gesindehaus, heute Wohnhaus und Scheune (neben Nr. 3) (siehe auch Obj. 09305870, Rauenstein 2–6) | Rauenstein 3 (Karte)          | Mitte 19. Jh. | Gesindehaus Obergeschoss Fachwerk, typisches Wohnstallhaus, baulich leicht verändert, Scheune ursprünglich zum Schloss Rauenstein gehörendes Wirtschaftsgebäude mit ungewöhnlicher Dachkonstruktion, u. a. baugeschichtlicher Wert. Zweigeschossig, Erdgeschoss und Teil des Obergeschosses massiv verputzt, Obergeschoss teilweise Fachwerk-Konstruktion erhalten, Satteldach. | 09200467 |
| Direkt Bild zu diesem Denkmal hochladen | Einzeldenkmal der Sachgesamtheit Rittergut und Schloss Rauenstein: ehemaliges Kavaliershaus des Schlosses (siehe auch Obj. 09305870, Rauenstein 2–6) | Rauenstein 4 (Karte)          | um 1800 | Putzfassade mit Korbbogenportal, Mansarddach mit Dachreiter, baugeschichtlich und ortsgeschichtlich von Bedeutung. Zweigeschossig, Putzfassade, Krüppelwalmdach, Gaupe und Dachreiter. | 09201567 |
| Weitere Bilder                          | Einzeldenkmal der Sachgesamtheit Rittergut und Schloss Rauenstein: Schloss und Einfriedung mit Tor (siehe auch Obj. 09305870, Rauenstein 2–6) | Rauenstein 6 (Karte)          | 13./14. Jh. im Kern (Schloss)                                                                                               | stattliches Renaissance-Gebäude mit Sitznischenportal, Obergeschoss Fachwerk mit Andreaskreuzfeldern, reiche Ausstattung (zwei Türme, Burgkapelle, Fürstensaal, Brunnenschale von 1770), baugeschichtlich und regionalgeschichtlich von Bedeutung. Schloss: 17. Jh., massives Erdgeschoss mit reichem Rundbogen (Sitznischenportal) und Treppenanlage, Obergeschoss Fachwerk mit Andreaskreuzfeldern, Satteldach mit Schleppgaupen. | 09205624 |
| Direkt Bild zu diesem Denkmal hochladen | Wohnhaus mit Einfriedung | Rauenstein 8 (Karte)          | um 1910 | Putzfassade, Mansarddach, Reformstil-Architektur, baugeschichtlich von Bedeutung. Sockel (Granitquadermauerwerk), Putzfassade, zwei Geschosse, Mansarddach mit Seitengiebel (Schieferdeckung), überdachter Eckeingang auf drei Stützen ruhend, Fenster im Obergeschoss erkerartig, Einfriedung auf Granitquadermauersockel, gemauerte Pfeiler, überdachter Zugang zum Grundstück. | 09205625 |

## Reifland
| Bild                                    | Bezeichnung | Lage                           | Datierung                     | Beschreibung | ID       |
| --------------------------------------- | --- | ------------------------------ | ----------------------------- | --- | -------- |
| Direkt Bild zu diesem Denkmal hochladen | Gartenlaube | Rauenstein 31 (bei) (Karte)    | um 1900                       | mit Rocaille-Betonelementen, heimatgeschichtliche Bedeutung. | 09305987 |
| Direkt Bild zu diesem Denkmal hochladen | Wohnhaus, ehemalige Schmiede | Rauenstein 37 (Karte)          | Kern 18. Jh.                  | zum Teil Fachwerk, Relikt ländlicher Bauweise, ortshistorische Bedeutung. Erdgeschoss massiv, Obergeschoss eine Seite Fachwerk, sonst massiv, Giebel massiv, Giebeldreieck verbrettert. | 09207663 |
| Direkt Bild zu diesem Denkmal hochladen | Denkmal für die Gefallenen des Ersten Weltkrieges | (Karte)                        | nach 1918                     | ortshistorische Bedeutung. Auf dreieckigem Grundriss, Sandstein, scharriert, auf jeder Seite eine Tafel mit Namen und Sterbedaten der Gefallenen, flache Rahmung der Tafeln mit Jahreszahlen 1914 und 1918, darüber in Relief Eichenlaub und Schwert, als Bekrönung auf zweistufigem Sockel Adler, vollplastisch, Sandstein leicht verwittert. | 09207662 |
| Direkt Bild zu diesem Denkmal hochladen | Alter Grundablass der Talsperrenanlage | An der Talsperre (Karte)       | bez. 1930 (alter Grundablass) | technikgeschichtliche Bedeutung. | 09305986 |
| Direkt Bild zu diesem Denkmal hochladen | Staumauer einer Talsperre (in den Ortsteilen Reifland und Lengefeld), mit drei frei liegenden Schiebern (wasserseitig), Schieberhaus, Überlaufkanal und Tosbecken sowie Wärterhaus (An der Talsperre 2, OT Reifland) | An der Talsperre 2 (Karte)     | 1929–1933                     | bemerkenswerte architektonisch-wasserbautechnische Gesamtanlage, bedeutsam sowohl in gestalterischer als auch in technikgeschichtlicher Hinsicht, Verbindung von Bruchstein und Sichtbeton im Erscheinungsbild der Staumauer, außergewöhnlich expressive Wirkung des stark bossierten Mauerwerks, asymmetrische Disposition der Anlage, begünstigt durch abgeschiedene landschaftliche Situation, Denkmalschutz gilt auch für die vorhandene historische Technik. Die Talsperre Saidenbach, die für die Trinkwasserversorgung der Stadt Chemnitz errichtet wurde, fasst 24,16 Mio. Kubikmeter und ist die größte bis dahin entstandene Stauanlage Sachsens. Erst durch die 1964 in Betrieb genommene Talsperre Pöhl wurde sie an Größe übertroffen. Ein Nebenzweck des massiv in Bruchstein gemauerten Talsperrenbaus war die Bekämpfung der Arbeitslosigkeit während der Weltwirtschaftskrise. Die sanft gekrümmte Gewichtsstaumauer ist 334 m lang und 48,05 m hoch, das Bauwerk besitzt also eine steile Proportion. Die Talsperre Saidenbach stand bisher nicht unter Denkmalschutz. Im Zuge der in den vergangenen Jahren durchgeführten Sanierung wurde das Erscheinungsbild im Bereich der Mauerkrone verändert. Trotz dieser Beeinträchtigung besteht kein Zweifel hinsichtlich des Denkmalwertes der Anlage. Absperrbauwerk: Bruchsteinmauerwerk aus Gneis, auf der Luftseite außergewöhnlich stark bossiert, hierin vergleichbar nur der ebenfalls in Gneis ausgeführten, 1914 fertiggestellten Talsperre Klingenberg, als Brüstung des Absperrbauwerkes dient auf der Luftseite eine Sichtbetonmauer, auf der Wasserseite ein Metallgeländer, Hochwasserabfluss über die Mauerkrone, jedoch nicht in mittiger, sondern in nach Norden verschobener Anordnung, daher deutlich akzentuierte Asymmetrie des Erscheinungsbildes, der Hochwasserüberlauf ist in acht Felder unterteilt, zwischen denen schmale Mauerabschnitte aufragen, sie tragen einen in Beton konstruierten Steg, der den Überlauf überbrückt, bei der jüngst erfolgten Sanierung wurden die tragenden Mauerabschnitte herabgesetzt, die bekrönende Betonbrüstung erhöht, das wasserseitige Geländer durch ein neuartiges ersetzt, als Beeinträchtigung müssen auch die Abdeckplatten aus poliertem Stein auf der Betonbrüstung gewertet werden. Überlaufkanal: Unter dem Hochwasserüberlauf stürzt die Abflussrinne hangabwärts, in den ausgemauerten Boden des Kanalbettes sind kräftig vorstehende Steinblöcke eingelassen, die hier als Wasserbrecher fungieren. Schieberhaus: der gedrungene, flach gedeckte Baukörper zwischen vorgezogenen Flankenmauern steht frei vor der Staumauer, ein hohes Fensterband überspannt die gesamte Front, Verglasung wohl original, drei seitliche Eingangstüren ebenfalls original. Wärterhaus: zweigeschossiger Putzbau oberhalb des nördlichen Mauerendes, verschiefertes, ausgebautes Walmdach, bereits teilweise saniert, Fenster erneuert. Zwei Holzschuppen am nördlichen und am südlichen Ende der Staumauer dienten dem Betrieb des beim Mauerbau eingesetzten Seilkranes. | 09205200 |
| Direkt Bild zu diesem Denkmal hochladen | Wohnstallhaus eines Zweiseithofes | Dorfstraße 6 (Karte)           | 2. Hälfte 19. Jh.             | regionaltypische Holzbauweise, baugeschichtlich von Bedeutung Erdgeschoss massiv, Obergeschoss Fachwerk, Giebel Fachwerk verbrettert | 09207649 |
| Direkt Bild zu diesem Denkmal hochladen | Wohnstallhaus, Scheune und zwei Seitengebäude eines Vierseithofes | Dorfstraße 11                  | Ende 19. Jh.                  | erhaltenes Hofensemble, strukturprägend, baugeschichtliche Bedeutung. Vierseithof: Zweigeschossiger Putzbau aus Bruchstein, Mittelrisalit mit Dreiecksgiebelabschluss, verputzter Bruchsteinbau, Fachwerk, drei Segmentbogeneinfahrten, Verbretterung, verputzter Bruchsteinbau, Fachwerk, drei Segmentbogeneinfahrten mit Dachhäuschen, Verbretterung, verputzter Bruchsteinbau, eine Segmentbogeneinfahrt, zwei Dachhäuschen. | 09207650 |
| Direkt Bild zu diesem Denkmal hochladen | Wohnhaus und Seitengebäude eines Bauernhofes | Dorfstraße 28 (Karte)          | Mitte 19. Jh.                 | Wohnhaus Obergeschoss Fachwerk, Scheune verbrettert, Teil der alten Ortsstruktur, baugeschichtlich von Bedeutung. Erdgeschoss massiv, Steingewände, Obergeschoss und Giebel Fachwerk, Nebengebäude: Holzkonstruktion. | 09207651 |
| Direkt Bild zu diesem Denkmal hochladen | Wohnhaus | Dorfstraße 30 (Karte)          | 1. Hälfte 19. Jh.             | regionaltypische Holzbauweise, baugeschichtlich von Bedeutung. Erdgeschoss massiv, Obergeschoss Fachwerk, Giebel Fachwerk verbrettert. | 09207652 |
| Direkt Bild zu diesem Denkmal hochladen | Wohnstallhaus mit angebauter Scheune | Dorfstraße 61 (Karte)          | 2. Hälfte 18. Jh.             | landschaftstypische Holzbauweise, Teil der alten Ortsstruktur, Zeugnis bäuerlicher Wohn- und Arbeitsweise, baugeschichtlich von Bedeutung. Traufständiger Bau, Erdgeschoss massiv, Obergeschoss Fachwerk, in der Schwelle Blattsassen, Ladeluke, Giebeldreieck verkleidet, Scheunenteil massiv, großes Tor. | 09207657 |
| Weitere Bilder                          | Meilenstein | Eppendorfer Straße (Karte)     | 19. Jh. (Meilenstein)         | verkehrshistorische Bedeutung Sandstein | 09207655 |
| Direkt Bild zu diesem Denkmal hochladen | Wohnhaus | Eppendorfer Straße 3 (Karte)   | 1. Hälfte 19. Jh.             | Obergeschoss Fachwerk, zeit- und landschaftstypisches Gebäude, baugeschichtlich von Bedeutung. Wohnhaus: Erdgeschoss massiv, Obergeschoss Fachwerk, Satteldach mit Schieferdeckung und Dachhäuschen, Erdgeschoss Sandsteingewände. | 09207653 |
| Direkt Bild zu diesem Denkmal hochladen | Ehemalige Schule, heute Wohnhaus (ohne späteren Anbau) | Eppendorfer Straße 12 (Karte)  | 1781                          | spätbarocker Putzbau mit Dachreiter, von ortsgeschichtlicher Bedeutung. Ehemalige Dorfschule, 1781 erbaut. Zweigeschossiger Putzbau über rechteckigem Grundriss, 3 × 6 Achsen. Fenstergewände Porphyrtuff mit einer Hohlkehlung, die alte Schule steht mit der schmaleren Seite an der Straße, der ursprüngliche Haupteingang befand sich an der Längsseite (heute Fensteröffnung). Abschluss durch Walmdach mit polygonalem Dachreiter (offener Uhr- und Glockenturm mit erhaltener Glocke). Profiliertes hölzernes Traufgesims erhalten. Der um 1900 erfolgte straßenseitige Anbau hat keinen Denkmalwert. Die dominant im Ort stehende Schule blieb in sehr gutem Originalzustand erhalten. Als charakteristischer Schulbau der Zeit um 1800 erlangt das Gebäude eine große baugeschichtliche Bedeutung. Seine langjährige Funktion begründet die ortsgeschichtliche Bedeutung. | 09248125 |
| Direkt Bild zu diesem Denkmal hochladen | Wohnhaus | Eppendorfer Straße 15 (Karte)  | 2. Hälfte 19. Jh.             | mit Fachwerk-Obergeschoss, Beispiel der späten regionaltypischen Holzbauweise, baugeschichtlich von Bedeutung. Traufständig, Erdgeschoss massiv, Obergeschoss Fachwerk, Satteldach Schiefer. | 09207658 |
| Direkt Bild zu diesem Denkmal hochladen | Wohnhaus | Eppendorfer Straße 17 (Karte)  | 2. Hälfte 19. Jh.             | Obergeschoss Fachwerk, Beispiel der späten regionaltypischen Holzbauweise, baugeschichtlich von Bedeutung. Traufständig, Erdgeschoss massiv, Winterfenster, ehemalige Haustür zum Fenster verkleinert, Obergeschoss Fachwerk, teils ausgemauertes Gefache, Giebeldreieck verbrettert. | 09207659 |
| Direkt Bild zu diesem Denkmal hochladen | Pestsäule, davor Abendmahlstein | Lippersdorfer Straße (Karte)   | bez. 1880 (Pestsäule)         | ortshistorische Bedeutung. Pestsäule: auf quadratischem Granitsockel, hoher Pfeiler mit neogotischem Aufsatz, an drei Seiten Relief mit Jahreszahlen 1680, 1880 und Kelch, an der Vorderseite schlichte Tafel mit Abendmahldarstellung, sich verjüngender Aufsatz mit Kreuz, Text: Auf diesem altehrwürdigen Steine reichte im Jahr 1680, als in Lengefeld die Pest wüthete, der Lippersdorfer Pfarrer Rümmler am Lengefelder Pfarrer Major das heilige Abendmahl, Ps.110 V.4, Abendmahlstein: Granitmonolith mit eingravierter Schrift IH M 1680 CR. | 09207660 |
| Weitere Bilder                          | Postmeilensäule | Lippersdorfer Straße (Karte)   | bez. 1723 (Postmeilensäule)   | Ganzmeilensäule, verkehrshistorische Bedeutung. Die Ganzmeilensäule Nummer 12 steht an ihrem Originalstandort an der Poststraße Silberwagenweg Annaberg – Freiberg steht kurz vor dem Ortseingang OT Reifland. Sie besteht aus Sandstein, trägt auf beiden das Monogramm „AR“ und das Posthornzeichen. Die Jahreszahl 1723 kommt nur einmal vor. 1930 wurde die Säule restauriert, dabei nur die untere Hälfte des Schriftteils wiederverwendet. Spitze und oberer Teil des Schaftes sind erneuert worden. 1967 erneute Restaurierung durch Bildhauermeister Cicci (Annaberg) und Einfügen eines Zwischenstückes sowie Erneuerung des Sockels aus Hennersdorfer Sandstein. 1970 Aufstellung der Säule auf Betonfundament. Im Jahre 1722 begann man im Kurfürstentum Sachsen mit der Aufstellung der Kursächsischen Postmeilensäulen. Kurfürst Friedrich August I. wollte hierdurch ein zeitgemäßes Verkehrs- und Transportleitsystem im Kurfürstentum aufbauen, um Handel und Wirtschaft zu fördern. Er beauftragte mit Generalvollmacht Magister Adam Friedrich Zürner (1679 – 1742) mit der Durchführung. Das System der Postmeilensäulen umfasste Distanzsäulen, Viertelmeilensteine, Halb- und Ganzmeilensäulen. Die Distanzsäulen sollten in den Städten vor den Stadttoren, später nur auf den Marktplätzen aufgestellt werden. Entlang der Poststraßen wurden Viertelmeilensteine, Halb- und Ganzmeilensäulen aufgestellt. Sie erhielten eine fortlaufende Nummerierung (Reihennummer), beginnend vom Anfang der Vermessung. Die Ganzmeilensäulen wurden außerhalb der Städte an den Poststraßen im Abstand von 1 Meile (= 9,062 km) aufgestellt. Die Distanzsäulen waren mit dem Monogramm „AR“ für „Augustus Rex“, dem kursächsisch und polnisch-litauischen Doppelwappen sowie der polnischen Königskrone gekennzeichnet. Die Ganzmeilen-, Halbmeilensäulen und Viertelmeilensteine waren alle ähnlich beschriftet, alle trugen kein Wappen, aber das Monogramm „AR“. Die Entfernungsangaben erfolgten in Wegestunden (1 Stunde= ½ Postmeile = 4,531 km). Dieses Meilensystem war das erste europäische Verkehrsleitsystem. Der hier betrachteten Säule kommt als Teil des überregional bedeutenden Postwegesystems eine hohe verkehrsgeschichtliche Bedeutung zu. | 09205626 |
| Direkt Bild zu diesem Denkmal hochladen | Wohnhaus | Lippersdorfer Straße 7 (Karte) | 2. Hälfte 19. Jh.             | stattlicher Putzbau, Teil der alten Ortsstruktur, baugeschichtlich von Bedeutung. Zweigeschossiger Putzbau, z. T. Ecklisenengliederung erhalten, Sandsteingewände. | 09207654 |
| Direkt Bild zu diesem Denkmal hochladen | Wohnstallhaus, zwei Seitengebäude und Scheune eines Bauernhofes | Lippersdorfer Straße 15        |                               | | 09207656 |
| Direkt Bild zu diesem Denkmal hochladen | Gartenlaube | Rauenstein 31 (bei) (Karte)    | um 1900                       | mit Rocaille-Betonelementen, heimatgeschichtliche Bedeutung. | 09305987 |
| Direkt Bild zu diesem Denkmal hochladen | Wohnhaus, ehemalige Schmiede | Rauenstein 37 (Karte)          | Kern 18. Jh.                  | zum Teil Fachwerk, Relikt ländlicher Bauweise, ortshistorische Bedeutung. Erdgeschoss massiv, Obergeschoss eine Seite Fachwerk, sonst massiv, Giebel massiv, Giebeldreieck verbrettert. | 09207663 |
| Direkt Bild zu diesem Denkmal hochladen | Wohnhaus | Wartburg 2 (Karte)             | 1908                          | Putzbau mit Türmchen und Fachwerkelementen, Anklänge an den Heimatstil, von baugeschichtlichem Wert. Eingeschossiger Putzbau mit geschwungener Freitreppe auf vielgliedrigem Grundriss, Türmchen, bewegte Dachlandschaft mit Dachüberstand, Zierfachwerk im Giebel. | 09207664 |
| Weitere Bilder                          | Bahnhofsgebäude | Wartburg 6 (Karte)             | Ende 19. Jh.                  | ortsgeschichtliche und verkehrshistorische Bedeutung. Zweigeschossiger Mittelbau mit anschließenden eingeschossigen Seitenanbauten, im Erdgeschoss Rundbogenfenster. | 09207648 |

## Wernsdorf
| Bild                                    | Bezeichnung | Lage                                 | Datierung                                   | Beschreibung | ID       |
| --------------------------------------- | --- | ------------------------------------ | ------------------------------------------- | --- | -------- |
|                                         | Straßenbrücke über die Flöha | (Karte)                              | bez. 1886                                   | zweijochige Bruchsteinbrücke auf mittigem Strömungspfeiler, von technikgeschichtlicher Bedeutung. Zweijochige Bruchsteinbrücke über die Flöha, 1886 vermutlich zur Überleitung der Werkbahn zwischen der Papierfabrik von Herders (später Günther & Richter) und der Schleiferei Kamerun gebaut. Bauherr war Wilhelm von Herder auf Rauenstein und Direktor F. Haubold. Der Baumeister war lt. Inschrift am Bauwerk C. Schröder. Die Brücke überspannt mit zwei flachen Segmentbögen die Flöha und lagert annähernd in der Mitte auf einem Strömungspfeiler. Flussabwärts und flussaufwärts wurden jeweils Inschriftentafeln aus Stein angebracht mit den Namen von Baumeister und Bauherr. Die Brücke blieb original, ohne erkennbare bauliche Veränderungen, erhalten. Sie dokumentiert den Stand der Technik ihrer Entstehungszeit, zugleich ist sie ein Zeugnis der Industriegeschichte dieser Region. Der Denkmalwert ergibt sich somit aus der technikgeschichtlichen und regionalgeschichtlichen Bedeutung des Brückenbauwerks. | 09303891 |
| Direkt Bild zu diesem Denkmal hochladen | Wohnhaus | Am Dorfteich 1 (Karte)               | Mitte 19. Jh.                               | Obergeschoss Fachwerk, baugeschichtlich von Bedeutung. | 09207986 |
| Direkt Bild zu diesem Denkmal hochladen | Häuslerhaus | Am Wasserturm 2 (Karte)              | 1. Hälfte 19. Jh.                           | massives eingeschossiges Wohnhaus, sozialgeschichtlich von Bedeutung. Eingeschossiger Putzbau, Giebel verkleidet, spätere Dachgaupe. | 09207985 |
| Direkt Bild zu diesem Denkmal hochladen | Wasserturm | Am Wasserturm 20 (gegenüber) (Karte) | um 1930                                     | runder Stahlbetonbau auf acht Stützen, technikgeschichtliche und ortsgeschichtliche Bedeutung. Der Wasserturm wurde um 1930 zur Wasserversorgung des nahe gelegenen Rittergutes errichtet. Es handelt sich um einen schlichten, ca. 10 Meter hohen Zweckbau aus Stahlbeton. Acht schmale Stützen tragen einen runden Hochbehälter, der ursprünglich von einer Holzverkleidung umgeben war, wie aus Bauzeichnungen hervorgeht und wie man an den leicht auskragenden Auflagern am Fuße des Wasserbehälters ablesen kann. Diese Verkleidung hat sich ebenso wie das Kegeldach nicht erhalten. Mittig zwischen den Stützen ist ein rechteckiger Schacht eingestellt, der die Zu- und Ablaufrohre des Behälters aufnimmt. Als frühes Beispiel eines reinen, schmucklosen Stahlbetonwasserturms ist der Wernsdorfer Wasserturm technikgeschichtlich von Bedeutung. Zugleich besitzt er als Zeugnis der Entwicklung der Wasserversorgung in Wernsdorf ortsgeschichtlichen Wert.                                                              | 09207992 |
| Direkt Bild zu diesem Denkmal hochladen | Wohnstallhaus eines Zweiseithofes | Auf der Heide 27 (Karte)             | Mitte 19. Jh.                               | Obergeschoss Fachwerk, baugeschichtlich von Bedeutung. Hakenförmiger Grundriss, Erdgeschoss massiv, Obergeschoss Fachwerk z. T. verbrettert, Giebel massiv, Satteldach, originale Fenster, Winterfenster. | 09207991 |
| Direkt Bild zu diesem Denkmal hochladen | Herrenhaus (Nr. 11), drei (zum Teil direkt an das Herrenhaus angebaute) Nebengebäude (Nr. 9, neben Nr. 9 und Nr. 13), Park, Einfriedung, Stützmauern und Pavillon sowie Toreinfahrt eines ehemaligen Rittergutes (Allodialgut) | Huthaer Weg 9; 11; 13 (Karte)        | um 1920, im Kern älter (Nr. 11, Herrenhaus) | ortshistorische und baugeschichtliche Bedeutung. vielgliedriger massiver Bau, verputzt, mit ausgebautem Mansarddach mit Walm, Terrasse, Veranda, dreibogiger Durchgang zum 1. Nebengebäude 1. Nebengebäude: zweigeschossiger Putzbau, Schieferdeckung 2. Nebengebäude: zweigeschossiger Putzbau, 10:2 Achsen, Krüppelwalmdach mit Hecht Park mit Aussichtspavillon, flankiert von Skulpturen zweier Hirsche. | 09207984 |
| Direkt Bild zu diesem Denkmal hochladen | Wohnhaus | Im Hammer 1 (Karte)                  | 2. Hälfte 19. Jh.                           | zeit- und landschaftstypisches Fachwerkgebäude, baugeschichtlich von Bedeutung. Erdgeschoss massiv, Obergeschoss Fachwerk (nur Hofseite) Giebel massiv, verbrettert, Krüppelwalmdach. | 09207996 |
| Direkt Bild zu diesem Denkmal hochladen | Wasserturm | Wernsdorfer Papierfabrik (Karte)     | um 1930                                     | technikgeschichtliche Bedeutung. Dreigeschossiger Wasserturm über quadratischem Grundriss, holzverkleidet, Zeltdach. | 09207997 |
| Weitere Bilder                          | Wasserturm einer Papierfabrik | Wernsdorfer Papierfabrik (Karte)     | um 1930                                     | original erhaltener Zweckbau, von technikgeschichtlichem Wert. polygonaler Grundriss, unterer Bereich Beton, oberer Teil überkragende Stahlkonstruktion mit Holzverkleidung, Wasserbehälter Gussstahl. | 09207818 |
| Direkt Bild zu diesem Denkmal hochladen | Ehemaliges Kantinengebäude einer Papierfabrik | Wernsdorfer Papierfabrik 1 (Karte)   | 1920er Jahre                                | Heimatstil-Einflüsse, baugeschichtliche Bedeutung. Eingeschossiger, massiver Putzbau mit Dachausbau, Giebel verbrettert, z. T. originale Fenster, seitlich zwei mit Holz verkleidete Halbrunderker. | 09207998 |
| Weitere Bilder                          | Verwaltungsgebäude und Wohnhaus einer Papierfabrik | Wernsdorfer Papierfabrik 2 (Karte)   | um 1905                                     | älterer Bauteil der Fabrik, parallel zur Bahnlinie stehend, original erhaltener Putzbau, von ortshistorischer Bedeutung. Dreigeschossig mit Mezzaningeschoss, flachgeneigtes Satteldach, Eingangsvorbau – darüber Erker mit Pilastergliederung, seitlich ebenfalls Eingangsvorbau mit darüber befindlichem verbretterten Erker, Segmentbogenfenster mit gesprossten Kreuzstockfenstern, ehemals Hauptgebäude der Wernsdorfer Papierfabrik, im Erdgeschoss ursprünglich Verwaltung der Fabrik. | 09207887 |
| Direkt Bild zu diesem Denkmal hochladen | Gasthof mit angebautem Seitengebäude | Zum Flöhatal 9 (Karte)               | 1935                                        | markanter Putzbau, ortsbildprägend, ortshistorische und baugeschichtliche Bedeutung. massiver, zweigeschossiger Putzbau mit Walmdach, Dachhäuschen und Dachgaupen. | 09207988 |
| Direkt Bild zu diesem Denkmal hochladen | Wohnhaus | Zum Flöhatal 10 (Karte)              | Kern 18. Jh.                                | Obergeschoss Fachwerk, regionaltypische Holzbauweise, baugeschichtlich von Bedeutung. Erdgeschoss massiv mit Ladeneinbau, Obergeschoss Fachwerk, Giebel z. T. verkleidet, im Obergeschoss z. T. alte Fenster. | 09207987 |

## Wünschendorf
| Bild                                    | Bezeichnung | Lage                              | Datierung                                              | Beschreibung | ID       |
| --------------------------------------- | --- | --------------------------------- | ------------------------------------------------------ | --- | -------- |
| Direkt Bild zu diesem Denkmal hochladen | Kalkbrennofen | (Karte)                           | 1843                                                   | gehörte zum Rittergut Wünschendorf, ortshistorische und technikgeschichtliche Bedeutung. Sechseckiger Bruchsteinbau, in voller Höhe erhalten. | 09207632 |
| Direkt Bild zu diesem Denkmal hochladen | Wohnhaus | Am Brunnen 3 (Karte)              | 1. Hälfte 19. Jh.                                      | Obergeschoss Fachwerk, Teil der alten Ortsstruktur, baugeschichtlich von Bedeutung. Erdgeschoss massiv, Obergeschoss Fachwerk, ein Giebel massiv, ein Giebel teils Fachwerk, teils verbrettert. | 09207646 |
| Direkt Bild zu diesem Denkmal hochladen | Mühlenwohnhaus (mit Anbau) und Scheune eines Mühlenanwesens | Augustusburger Straße 101 (Karte) | 1. Hälfte 19. Jh., Kern womögl. älter (Mühlenwohnhaus) | Putzbau mit Mansarddach, baugeschichtliche und ortsgeschichtliche Bedeutung. zweigeschossige massive Putzbauten, das Mühlenwohnhaus mit charakteristischem Krüppelwalmdach, darin stehende Gaupen, originales Wand-Öffnungs-Verhältnis, wenn auch Fenstersprossung verloren. | 09305989 |
|                                         | Kapelle eines Friedhofes, dazu Friedhofstor | Augustusburger Straße 117 (Karte) | um 1910                                                | Kapelle Reformstil-Architektur, vasenbekrönte Eingangs-Torpfeiler, ortshistorische Bedeutung. Ambitionierter Bau mit Putz-Kolossalgliederung, Walmdach, Rückseite mit Thermenfenstern. | 09207637 |
| Direkt Bild zu diesem Denkmal hochladen | Denkmal für die Gefallenen des Ersten Weltkrieges hinter der Kapelle | Augustusburger Straße 117 (Karte) | Nach 1918                                              | Ortsgeschichtliche Bedeutung. Block aus Natursteinen, davorgehängte Natursteinplatte mit Inschrift und Adler, „1914–1918 Dank und Ehre unseren Gefallenen Brüdern die für uns Kämpften, Litten und Starben“, davor kleiner Ehrenhain. | 09307445 |
| Direkt Bild zu diesem Denkmal hochladen | Wohnhaus | Augustusburger Straße 126 (Karte) | Ende 18. Jh.                                           | Obergeschoss Fachwerk, Beispiel regionaltypischer Holzbauweise, baugeschichtlich von Bedeutung. Erdgeschoss massiv, Obergeschoss Fachwerk erneuert, nur im Giebel noch original. | 09207630 |
| Direkt Bild zu diesem Denkmal hochladen | Ehemaliger Gasthof (ohne massiven Saal-Anbau) | Augustusburger Straße 128 (Karte) | bez. 1828, Kern älter                                  | Obergeschoss Fachwerk, bestes Beispiel regionaltypischer Holzbauweise im Ort, ortshistorisch und baugeschichtlich von Bedeutung. Erdgeschoss massiv, Obergeschoss Fachwerk, Giebel z. T. Fachwerk verbrettert, Fachwerk bezeichnet im Türsturz: C.S.K. 1828. | 09207636 |
| Direkt Bild zu diesem Denkmal hochladen | Meilenstein | Augustusburger Straße 133 (neben) |                                                        | | 09207634 |
| Direkt Bild zu diesem Denkmal hochladen | Fabrikantenvilla und Garten | Bahnhofstraße 4 (Karte)           | um 1910                                                | zeittypischer Putzbau, wohl Fabrikzusammenhang mit Holzbiegefabrik Louis Seifert, baugeschichtliche Bedeutung. Über hohem Sockelgeschoss eingeschossiger Putzbau mit ausgebautem Dachgeschoss, originales Eisengittertor zum Garten. | 09207639 |
| Direkt Bild zu diesem Denkmal hochladen | Fabrikantenwohnhaus und umgebender Garten (Gartendenkmal) | Bahnhofstraße 5 (Karte)           | bez. 1903                                              | späthistoristisch mit Elementen des Heimatstils, gehörte zur ehemaligen Holzbiegefabrik Louis Seifert, baukünstlerischer Wert und ortshistorische Bedeutung. Polygonsockel, zweigeschossig, vielgliedriger Putzbau, Zierfachwerk, reich profilierte Fenstergewände im Obergeschoss mit Verdachung und Konsolen unter Sohlbank, z. T. originale Bleiglasfenster, originale Haustür zur Straße bezeichnet GL 1903. | 09207638 |
| Direkt Bild zu diesem Denkmal hochladen | Ehemalige Holzwarenfabrik, mit Schornstein | Bahnhofstraße 6 (Karte)           | um 1905                                                | Putzbau mit Ziegelgliederung, baugeschichtliche und ortshistorische Bedeutung. Zweigeschossiger Putzbau, gelb mit roter Backsteinornamentik, zwei Kopfbauten mit Mansardwalmdach. | 09207640 |
| Direkt Bild zu diesem Denkmal hochladen | Straßenbrücke über die Flöha | Bahnhofstraße 6 (neben) (Karte)   | 19. Jh.                                                | Steinbogenbrücke, verkehrsgeschichtliche Bedeutung. Große dreibogige Brücke mit Wangenmauerei, Gneisverkleidung, halbrunde Pfeilervorlagen, Mauerkrone neu (Beton). | 09207665 |
| Direkt Bild zu diesem Denkmal hochladen | Transformatorenturm | Bahnhofstraße 7 (bei) (Karte)     | um 1920                                                | Zeugnis der Elektrifizierung Sachsens, technikgeschichtlich von Bedeutung. Quadratischer Grundriss, Backstein, verputzt, originale Tür, oberer Teil schieferverkleidet, originale Fenster. | 09207666 |
| Direkt Bild zu diesem Denkmal hochladen | Wohnhaus | Dorfstraße 103 (Karte)            | 1. Hälfte 19. Jh.                                      | schmales Gebäude mit Mansarddach, zum Teil Fachwerk, Teil der alten Ortsstruktur, baugeschichtlich von Bedeutung. Kurzer, zweigeschossiger Putzbau aus Bruchstein, z. T. Fachwerk, sehr hohes Mansardgiebeldach. | 09207641 |
| Direkt Bild zu diesem Denkmal hochladen | Wohnhaus | Dorfstraße 106 (Karte)            | Ende 18. Jh.                                           | Obergeschoss Fachwerk, zeit- und landschaftstypisches ländliches Gebäude, baugeschichtlich von Bedeutung. Erdgeschoss massiv, Obergeschoss Fachwerk, Giebel teils Fachwerk, teils verbrettert. | 09207642 |
| Direkt Bild zu diesem Denkmal hochladen | Wohnhaus | Dorfstraße 114 (Karte)            | 1. Hälfte 19. Jh.                                      | Obergeschoss Fachwerk, Teil der alten Ortsstruktur, baugeschichtlich von Bedeutung. Erdgeschoss massiv, Obergeschoss Fachwerk, zur Straßenseite Fachwerk verbrettert, Giebel massiv, Giebel z. T. verbrettert, massiv. | 09207644 |
| Direkt Bild zu diesem Denkmal hochladen | Sitznischenportal eines Wohnhauses | Feldstraße 101 (Karte)            | 1. Hälfte 17. Jh.                                      | Renaissance-Sitznischenportal mit Wappenstein, Spolie?, ortsgeschichtliche und künstlerische Bedeutung. Porphyr-Sitznischenportal mit Kämpfer und Schlussstein, darüber Wappenfeld (2 Löwen tragen Wappen), Relief mit floralen Motiven. | 09305988 |
|                                         | Talsperre, bestehend aus dem Absperrbauwerk (Gewichtsstaumauer), dem Überbau des Einstiegsschachtes M für Wasserableitungsstollen nach Krummhermersdorf, dem Pegelhaus (mit Pegelschreiber) und dem Zuführungsgraben zwischen Pegelhaus und Talsperre sowie zwei Schützenhäuser unterhalb der größeren Talsperre Neunzehnhain II gelegen | Neunzehnhainer Straße (Karte)     | 1905–1908 (Talsperre Neunzehnhain I)                   | technikgeschichtliche und wissenschaftliche sowie landschaftsgestaltende Bedeutung, Teil des Trinkwasserverbundsystems »Mittleres Erzgebirge«, das zu den frühesten dieser Art Sachsens zählt. Die Talsperre wurde 1905 bis 1908 nach Plänen des Stadtbauamtes Chemnitz (Stadtbaurat Hechler) errichtet. Sie ähnelt in ihrer Ausführung und Gestaltung der Staumauer von Neunzehnhain II. Absperrbauwerk: Gewichtsstaumauer aus Bruchstein mit gekrümmter Achse, Staumauer des Intze-Types (Abdichtung wasserseits an der Talsperrensohle durch Lehmkeil), Höhe 25 m über der Gründung, Volumen von 19400 Kubikmetern, Krümmungsradius von 200 m. Die aus Bruchstein gefügte Mauer ist schlicht und zweckorientiert gestaltet, passt sich aber durch die Art der Gestaltung und die Wahl einheimischen Baumaterials harmonisch in die Landschaft ein. Die Brüstung wurde durch Bruchsteine errichtet (Schichtmauerwerk), die durch quadratische Bruchsteinsockel mit bogenförmiger Bekrönung unterbrochen werden, unterhalb der Mauer an der Luftseite stehen zwei aus Bruchstein errichtete Schützenhäuser, die als Teil der originalen Anlage ebenfalls Denkmalwert besitzen, Überbau des Einstiegsschachtes: turmartiger Bruchsteinbau mit Kegeldach, steht unmittelbar neben dem Stausee und bereichert als kleiner „Aussichtsturm“ das Landschaftsbild, war ursprünglich mit Ziegeln gedeckt, die durch Schieferdeckung ersetzt wurden, kleiner, auf kräftigen Kragsteinen ruhender Balkon bildet Aussichtsplattform, von der der Stausee überblickt werden kann Pegelhaus: befindet sich am Zulauf der Talsperre, kleiner Bruchsteinbau auf quadratischem Grundriss mit Walmdach Zuführungsgraben: durch Bruchsteine gefasst, steht in funktionellem Zusammenhang mit dem Pegelhaus, in gutem Originalzustand erhalten. | 09205630 |
|                                         | Ehemalige Mühle, davor Brücke | Neunzehnhainer Straße 14 (Karte)  | um 1910                                                | alte Ortslage Neunzehnhain, Putzbau mit Fachwerkelementen, im Heimatstil, baugeschichtlich und ortsgeschichtlich von Bedeutung. Stattlicher dreigeschossiger Bau in Hanglage, hoher Gneissockel, die oberen Geschosse verputzt, vielgliedriger Baukörper, Wand-Öffnungsverhältnis original, originale Fenster, Balkon Zierfachwerk, Dachausbau, Krüppelwalmdach, talseitiger, zweigeschossiger Anbau in der gleichen Bauweise, flaches Satteldach, Schornstein. | 09207667 |
| Direkt Bild zu diesem Denkmal hochladen | Wohnhaus | Querweg 1 (Karte)                 | 19. Jh.                                                | mit nachträglich eingefügtem Laden, Obergeschoss Fachwerk verputzt, Teil der alten Ortsstruktur, baugeschichtlich von Bedeutung. Zweigeschossiger Putzbau, darunter Fachwerk, Giebel verkleidet. | 09207643 |
| Direkt Bild zu diesem Denkmal hochladen | Wohnhaus | Schänkgasse 3 (Karte)             | Kern 18. Jh.                                           | mit Fachwerk-Obergeschoss, regionaltypische Holzbauweise, baugeschichtlich von Bedeutung. Erdgeschoss massiv, Obergeschoss Fachwerk verkleidet, Giebel Fachwerk verkleidet. | 09207645 |